# Bunuri mobile din domeniul istorie clasate în patrimoniul cultural național al României aflate în județul Maramureș
Acestă listă conține bunurile mobile din domeniul istorie clasate în Patrimoniul cultural național al României aflate la momentul clasării în județul Maramureș.

## Tezaur
| Foto | Informații generale | Detalii tehnice | Descriere | Deținător                                                     | Legături |
| ---- | ------------------- | --- | --- | ------------------------------------------------------------- | -------- |
|      | Ocarină             | Datare: sf. sec. XIX-încep. sec XX Școală: Atelier românesc Descoperit: jud. MARAMUREȘ, Baia Mare Dimensiuni: L: 14 cm; l: 9,8 cm Material: ocarina este confecționată manual din lemn de prun prin cioplire și strunjire | Ocarina este un instrument muzical de suflat, tradițional, astăzi destul de rar folosit. Are forma unui ou, alungit, foarte asemănător unui cap de gâscă, de unde îi vine și numele (în l. italiană ocarina = gâsca). La capătul unei prelungiri a corpului oval este orificiul de suflat iar în corpul propriu-zis sunt poziționate celelalte zece orificii, cu diametre diferite, pe care utilizatorul le poate închide cu degetele, modificând tonalitatea sunetelor în funcție de cerințe. Sunetul este asemănător cu al flautului. În unele zone ale obiectului sunt vizibile urme de vopsea maro. Ocarina a fost confecționată probabil de un meșter popular.                                                   | Muzeul Județean de Istorie și Arheologie Maramureș, Baia Mare | Cimec    |
|      | Orologiu            | Datare: 1895 Școală: Atelier transilvănean Descoperit: jud. Maramureș, Baia Mare, Turnul Sf.Ștefan, centrul istoric al orașului Dimensiuni: L = 128 cm; l = 80 cm, LA = 82 cm Material: fier, bronz; turnare              | Mecanism de ceas specific orologiilor montate în turnuri de biserică. Este complet angrenajul de funcționare, lipsesc doar greutățile, cele patru cadrane cu orele marcate, iar pendula a fost reconstituită. Pe roata de la ancoră este inscripționat numele meșterului și atelierul unde a fost confecționat mecanismul: "Keszitata Daday Joszef Nagy Varadonn 1895 aprilis 4". Ceasul a fost recuperat din Turnul "Sf. Ștefan" din Baia Mare, monument istoric din sec. XV. | Muzeul Județean de Istorie și Arheologie Maramureș, Baia Mare | Cimec    |
|      | Coroană cu lauri    | Datare: 1889 Școală: Atelier italian Descoperit: jud. Cluj, Cluj-Napoca Dimensiuni: D = 30 cm Material: foiță de argint, argint aurit; batere                                                                             | Coroană cu lauri, frunze de dafin, din foiță de argint, intercalate mici bobițe din argint aurit. În partea inferioară o panglică din argint aurit pe care este dispusă simetric inscripția: Catolicism, 1889, 4 iulie, românism. Coroana de lauri a fost primită de Vasile Lucaciu, în semn de recunoaștere a luptei sale în slujba națiunii române, de la Papa Leon al XIII-lea. | Muzeul Județean de Istorie și Arheologie Maramureș, Baia Mare | Cimec    |
|      | Ulcior              | Datare: A doua jum. a sec. XIX Descoperit: jud. Maramureș, Baia Sprie Dimensiuni: I = 53 cm, DG = 15,3 cm, DG = 4 cm Material: lut, coloranți, angobă, smalț; modelare la roată                                           | Vas de formă ovoidală cu gâtul înalt. Toarta care pornește de la porțiunea cu volum maxim se prinde de gâtul ulciorului ca printr-un inel. Vasul este smălțuit de culoare bun deschis. Toarta este decorată cu brâu alveolar realizat prin impresiune cu degetul în lutul moale. Decorul este realizat cu cornul, cu smalț de culoare verde și este amplasat pe toată suprafața vasului. Motivele sunt cele geometrice și fitomorfe. La bază se găsesc cercuri cu puncte între ele, iar pe gât sunt trasate câteva linii, decor realizat prin impresiune cu ajutorul unui obicet ascuțit, probabil un pieptene de olar. Pe corpul ulciorului se observă urmele unei plase de sârmă în scopul protejării și întăririi. | Muzeul Județean de Istorie și Arheologie Maramureș, Baia Mare | Cimec    |

## Fond
| Foto | Informații generale                                                                         | Detalii tehnice | Descriere | Deținător                                                     | Legături |
| ---- | ------------------------------------------------------------------------------------------- | --- | --- | ------------------------------------------------------------- | -------- |
|      | Car masiv de transport instalații miniere                                                   | Datare: 1/2 sec. XX Descoperit: jud. MARAMUREȘ, TĂUȚII-MĂGHERĂUȘ, Mina Băița, nr. 206 Dimensiuni: L: 345 cm; La: 175 cm; Î: 84 cm Material: lemn; metal; strunjire; cioplire                                                                                       | Carul masiv este format din două părți componente. Partea din față este alcătuită din două roți masive cu diametrul de 72 cm consolidate cu scoabe și cercuri metalice. Osia masivă de lemn care unește roțile este dublată în partea superioară de o piesă mobilă cu lungimea de 100 cm care se regăsește identică și la partea componentă din spate având rolul egalizării înălțimii dintre față și spate. Elementul component care leagă cele două părți are formă de "Y" la fel ca și oiștea carului. Partea din spate asemănătoare cu cea din față are roțile mai mari respectiv cu diametrul de 82 cm. Cele două părți componente numite tilegi, formează un eficient mijloc de transport al diferitelor utilaje specifice activității miniere, folosit în primele decenii ale sec. XX. | Muzeul Județean de Istorie și Arheologie Maramureș, Baia Mare | Cimec    |
|      | Troc de metal                                                                               | Datare: sf. sec. XIX Descoperit: jud. MARAMUREȘ, BAIA MARE, Valea Borcutului, nr. 152 Dimensiuni: Dlung: 55,5 cm; Dlat: 35,5 cm Material: tablă de oțel; forjare                                                                                                   | Vas metalic puțin adâncit, în formă de covată cu fundul ușor aplatizat. Pentru manevrare are două mânere nituite de corpul vasului. Pe margini tabla de oțel este întoarsă pentru consolidare. Corpul vasului este deteriorat de folosința îndelungată. Trocul este un mijloc tradițional de încărcare a vagoneților cu minereu și de adunare a acestuia în spațiul de abataj fiind folosit deseori și în derularea lucrărilor de suprafață în zonele de exploatare minieră. Intră în categoria celor mai vechi obiecte specific minerești care au cunoscut o evoluție foarte lentă în timp. | Muzeul Județean de Istorie și Arheologie Maramureș, Baia Mare | Cimec    |
|      | Troc de metal                                                                               | Datare: 2/2 sec. XIX Descoperit: jud. MARAMUREȘ, BAIA MARE, Valea Borcutului, nr. 152 Dimensiuni: Dlung: 53 cm; Dlat: 39 cm Material: tablă de oțel; forjare | Trocul are forma ovală, foarte asemănătoare unei coveți. Pentru utilizare este prevăzut cu două mânere la extremități, fiecare fiind prins de corpul vasului cu câte patru nituri. Trocul este specific activităților miniere din subteran, fiind folosit la încărcarea minereului în vagoneți sau în alte mijloace de transport dar și la adunarea sterilului în zonele de abataj. Face parte din categoria obiectelor care au fost folosite vreme îndelungată în exploatările miniere. | Muzeul Județean de Istorie și Arheologie Maramureș, Baia Mare | Cimec    |
|      | Piuă pentru zdrobit minereul                                                                | Datare: sec. XIX Descoperit: jud. MARAMUREȘ, BAIA MARE, Valea Borcutului, nr. 152 Dimensiuni: Î: 40 cm; Dbuză: 26,5 cm; Dbază: 15 cm Material: fontă; turnare | Piua (mojar) are forma cilindrică, cu diametrul mic la bază. Din cauza greutății mari, fiind făcut din fontă era greu de manipulat. Pentru a ușura această operațiune a fost prevăzut cu trei mânere scurte, cilindrice și rotunjite la capete, distanțate între ele. Aceste mânere sunt amplasate în zona mediană a vasului, două se află la capetele axului diametral iar al treilea la mijlocul distanței dintre acestea. Mojarele erau folosite pentru zdrobirea sau fărâmițarea manuală a unor cantități mai mici de minereu aurifer cu ajutorul unor piulițe direct proporționale ca dimensiuni cu piua. Măcinarea minereului prin acest procedeu a fost practicat vreme îndelungată (secole la rând) în zonele de exploatare a minereurilor neferoase pentru obținerea metalelor prețioase, respectiv a aurului și argintului. Locul de descoperire a obiectului este unul dintre cele mai importante obiective.                                                                                                  | Muzeul Județean de Istorie și Arheologie Maramureș, Baia Mare | Cimec    |
|      | Ciocan pentru sare                                                                          | Datare: sf. sec. XIX Descoperit: jud. MARAMUREȘ, com. RONA DE SUS, COȘTIUI Dimensiuni: L: 22 cm; La: 8 cm; Gr: 3 cm Material: oțel; forjare; turnare | Piesa intră în categoria uneltelor specifice muncii în ocnele de sare. Este un ciocan folosit pentru "bătutul făgașelor" adică pentru tăierea și dislocarea bucăților mari de sare. Un capăt al ciocanului este plat și cu tăiș iar celălalt este ascuțit. În zona mediană se află orificiul oval pentru mânerul de lemn care lipsește la această piesă. | Muzeul Județean de Istorie și Arheologie Maramureș, Baia Mare | Cimec    |
|      | Tablă comemorativă                                                                          | Datare: 1909 Descoperit: jud. MARAMUREȘ, BĂIUȚ, Puțul Breiner Dimensiuni: L: 63 cm; La: 43 cm; Gr: 4 cm Material: lemn; cioplire | Tablă groasă de lemn de formă dreptunghiulară, confecționată din două scânduri alăturate și fixate cu două tije de lemn. Tabla are trei orificii dintre care două mai păstrează cepurile de lemn care au servit la prinderea ei pe pereții puțului. Textul inscripționat prin cioplire, desfășurat pe trei rânduri, certifică încetarea lucrărilor de exploatare minieră în puțul Breiner, mina Băiuț, la data de 20 noiembrie 1909. Tabla a fost recuperată în anul 1981 din subteran. | Muzeul Județean de Istorie și Arheologie Maramureș, Baia Mare | Cimec    |
|      | Piuă pentru zdrobit minereul                                                                | Datare: 2/2 sec. XIX Descoperit: jud. MARAMUREȘ, BAIA MARE, Fostul sediu al Centralei Minelor, str. Monetăriei Dimensiuni: Î: 42 cm; Dbuză: 30 cm Material: fontă; turnare                                                                                         | Piua are formă tronconică cu deschiderea în forma unui clopot. Talpa este solida oferind stabilitate in timpul utilizăm. Pentru manipulare are două mânere scurte și cilindrice amplasate în registrul inferior sub linia mediană.Ca elemente decorative sunt două brâie la bază și un grupaj de trei brâie în zona dintre mânere și gura vasului. Piua a fost utilizata pentru mărunțirea unor cantități mai mici de minereu neferos. | Muzeul Județean de Istorie și Arheologie Maramureș, Baia Mare | Cimec    |
|      | Piuă pentru zdrobit minereul                                                                | Datare: 2/2 sec. XIX Descoperit: jud. MARAMUREȘ, BAIA MARE, Incinta fostei Centrale a Minelor din Baia Mare Dimensiuni: Î: 45,5 cm; Dbuză: 32,5 cm Material: fontă; turnare                                                                                        | Piua are forma cilindrică având buza gurii ușor răsfrântă și incompletă în două locuri. La bază, talpa rotunjită și prelungită cu brâie pe corpul piuei, depășește puțin diametrul vasului. Sistemul de prindere și manipulare este format din două mânere, tip toartă în formă de acoladă închisă, poziționate cu baza de la linia diametrală mediană în sus. Ca elemente decorative sunt brâiele amplasate în mod echilibrat pe corpul vasului ieșind în evidență grupajul de două brâie din zona centrală. Mojarele de acest fel au fost folosite timp îndelungat la măcinarea cantităților mici de minereu neferos. | Muzeul Județean de Istorie și Arheologie Maramureș, Baia Mare | Cimec    |
|      | Piuă pentru zdrobit minereul                                                                | Datare: 1/2 sec. XIX Descoperit: jud. MARAMUREȘ, BAIA MARE, Fostul sediu al Centralei Minelor, str. Monetăriei Dimensiuni: Î: 63 cm; Dbuză: 38 cm Material: fontă; turnare                                                                                         | Piua are formă tronconică, pentru manipulare având un singur mâner scurt, cilindric. Elemente decorative sunt brâiele, grupate câte trei, în zona bazei vasului fiind mai apropiate iar cele din registrul superior au distanță mai mare între ele. Aceste brâie au și rolul de consolidare a vasului. Piua a fost folosită pentru măcinarea unor cantități mai mici de minereu neferos, procedeu de preparare manuală care a fost folosit timp îndelungat. | Muzeul Județean de Istorie și Arheologie Maramureș, Baia Mare | Cimec    |
|      | Piuă pentru zdrobit minereul                                                                | Datare: 2/2 sec. XIX Descoperit: jud. MARAMUREȘ, BAIA MARE, Exploatarea minieră Săsar Dimensiuni: Î: 26 cm; Dbuză: 26,8 cm; Dbază: 16 cm Material: fontă; turnare                                                                                                  | Piua are forma cilindrică, la gură fiind lărgită și ușor răsfrântă. Talpa este puțin bombata ceea ce îi afectează stabilitatea. Sistemul de prindere este format din două mânere tip "buton" aplicate prin turnare la capetele axului diametral median. Elemente decorative sunt două brâie care încadrează mânerele. Piua a fost folosită la zdrobirea sau mărunțirea minereului neferos în cantități mai mici. Punctul de descoperire este o importantă exploatare minieră din Baia Mare. | Muzeul Județean de Istorie și Arheologie Maramureș, Baia Mare | Cimec    |
|      | Vas de ceramică Autor: Baksai Istvan                                                        | Datare: 1853 Școală: Atelier transilvănean Descoperit: jud. MARAMUREȘ, BAIA SPRIE Dimensiuni: Î: 41,5 cm; Dmax: 16 cm Material: lut; modelare la roată; smălțuire; excizat; sculptare                                                                              | Vasul este de formă cilindrică, cu capac și două torți. Elementele decorative sunt foarte bogate, variate și sunt realizate prin excizie în lutul moale. În registrul de la baza vasului, dispusă circular se află o ghirlandă stilizată de frunze, motiv care se regăsește și în zona centrală a vasului. În registrul din mijloc sunt dispuse simetric două personaje feminine care încadrează o arcadă de ghirlandă la baza cărora se află doi păuni. Sub cele două arcade se află simboluri identice, asemănătoare celor heraldice, fără semnificații științifice. În registrul de sub buza vasului este dispusă circular o ghirlandă de motive solare și struguri stilizați. Torțile alungite sunt prinse de vas, în partea de jos cu acoladă iar în partea de sus cu o sculptură reprezentând un bust de femeie. Torțile mai prezintă ca elemente de decor buline aplicate care se regăsesc și pe capac. | Muzeul Județean de Istorie și Arheologie Maramureș, Baia Mare | Cimec    |
|      | Tabla localității Ocna Șugatag                                                              | Datare: sf. sec. XIX Descoperit: jud. MARAMUREȘ, OCNA ȘUGATAG Dimensiuni: L: 40 cm; La: 33,5 cm Material: fier; turnare | Tablă din fier, de formă ovală, cu urechi de prindere sus și jos. Pe partea cu inscripța tabla este vopsită în alb. Textul, cu litere majuscule este dispus în trei registre. În partea inferioară și superioară acesta se înscrie în forma ovală a tablei iar în registrul central textul este dispus liniar pe două rânduri. Inscripție: Máramaros Vármegye / Aknasugatag Község / Sugatagi Járás. | Muzeul Județean de Istorie și Arheologie Maramureș, Baia Mare | Cimec    |
|      | Piuă pentru sare                                                                            | Datare: sec. XIX Descoperit: jud. MARAMUREȘ Dimensiuni: L: 26,5 cm; La: 17 cm; Î: 8,5 cm Material: lemn; cioplire | Piua este confecționată prin cioplire dintro singură bucată de lemn. Corpul piesei are forma pătrată cu latura opusă mânerului ușor rotunjită. Scobitura făcută prin cioplire în adâncimea corpului are de asemenea forma pătrată. Mânerul care vine în continuarea corpului este scurt și lățit la terminație pentru a fi mai ușor de manevrat. Acest fel de piuă se folosea în gospodării pentru zdrobirea sării. | Muzeul Județean de Istorie și Arheologie Maramureș, Baia Mare | Cimec    |
|      | Ciocan de lemn                                                                              | Datare: 1/2 sec. XIX Descoperit: jud. MARAMUREȘ Dimensiuni: L: 32 cm; La: 22 cm; D: 8,5 cm Material: lemn; cioplire | Corpul ciocanului are forma tronconică. Mânerul destul de lung esta amplasat în zona terminală spre vârful ascuțit al ciocanului. Destinația sa a fost aceea de zdrobire sau mărunțire a fructelor. Este o unealtă tradițională folosită în gospodăriile din mediul rural. | Muzeul Județean de Istorie și Arheologie Maramureș, Baia Mare | Cimec    |
|      | Solniță de lemn                                                                             | Datare: mijlocul sec. XIX Descoperit: jud. MARAMUREȘ Dimensiuni: L: 16,5 cm; La: 13 cm; Î: 5,5 cm Material: lemn; cioplire | Piesa are forma de covată de mici dimensiuni, realizată din lemn prin tehnica cioplirii. Forma este dreptunghiulară cu marginile drepte laterale prelungite și cu elemente decorative geometrice executate prin incizie. Utilitatea de natură casnică a obiectului a fost păstrarea sării sau a slatinii pe masa din gospodării. | Muzeul Județean de Istorie și Arheologie Maramureș, Baia Mare | Cimec    |
|      | Râșniță                                                                                     | Datare: sf. sec. XIX-încep. sec. XX Descoperit: jud. MARAMUREȘ, Baia Mare Dimensiuni: L: 18 cm; l: 12,2 cm Material: obiect confecționat din aramă prin turnare | Râșnița, obiect de utilitate casnică, are mecanismul de mărunțire (cafea, piper etc) din oțel, care este poziționat întro cutie metalică în formă de cub. Aceasta este încadrată de două plăci pătrate, cea inferioară servind de postament în care cutia râșniței este stabilizată prin intermediul a patru coloane mici ale căror terminații ies deasupra plăcii superioare. Tot în această zonă se află capacul semisferic al râșniței din care iese axul manivelei de care este fixată perpendicular tija terminată cu un buton mare de lemn, angrenaj care pune în funcțiune mecanismul de mărunțire. În capacul semisferic se află o ușiță care, acționată de un mic buton, glisează, permițând astfel, prin orificiul creat, introducerea materiei prime (boabelor) spre fărâmițare. Pe una dintre fețele cutiei se află un sertar în care este colectat praful obținut. Deasupra sertarului se află două mici tije de care odinioară era ancorată tăblița firmei producătoare, tăbliță care nu se mai păstrează. | Muzeul Județean de Istorie și Arheologie Maramureș, Baia Mare | Cimec    |
|      | Troiță mică                                                                                 | Datare: sf.sec. XVIII-încep.sec.XIX Școală: Atelier Țara Românească Descoperit: jud. MARAMUREȘ, Baia Mare Dimensiuni: L: 27,9 cm; l: 12 cm Material: troița este făcută din lemn cioplit, gravat și pictat                                                         | Troița de mână este cioplită manual și pictată cu roșu purpură, verde și aur. Hristos Pantocrator este reprezentat schematic, poartă nimb aurit, eșarfă de purpură, redată parțial. Deasupra capului, în plan central este inscripția: I(i) N(azarineanul) T(arul) I(udeilor; N(azarineanul) X(ristos). Pe brațele laterale se află câte o coloană cu litere în registre suprapuse. Sub aceste brațe se află câte o cruce mică cu extremitățile de sus și jos ușor evazate având gravate cu inițiale numele lui Iisus Hristos, "IH". Baza crucii centrale și a crucilor mici este comună. Piciorul și talpa da ancorare pe o suprafață plană au forma tronconică. Pe spatele troiței, în colțul de sus dreapta, se află inscripția "găsit de mine Petru Stănilă la 1849" iar central sus, "1849". | Muzeul Județean de Istorie și Arheologie Maramureș, Baia Mare | Cimec    |
|      | Mașină de cusut                                                                             | Datare: a doua jum. a sec. XIX Descoperit: jud. MARAMUREȘ, Baia Mare Dimensiuni: Lungime: 20 cm; lățime: 13,3 cm; înălțime: 17,5 cm Material: produs manufacturier confecționat din fier, cupru, bronz, niclhel prin turnare                                       | Mașina de cusut este un dispozitiv acționat mecanic pentru coaserea automată a materialelor textile în vederea confecționării veșmintelor. Piesa este incompletă, lipsește roata care probabil avea o mică manivelă pentru imprimarea mișcării de rotație. Postamentul de susținere a corpului propriu-zis al mașinii, are baza de formă dreptunghiulară având cele patru colțuri prelungite, cu terminație triunghiulară cu rolul de stabilizare pe o suprafață plană de lucru. Plăcuța din zona dispozitivului de coasere are ștanțat, înspre exterior numărul ce reprezintă seria mașinii, respectiv, 6197. Postamentul prezintă elemente decorative volutare, în relief dar și reminiscențe ale unei picturi, predominind auriul. | Muzeul Județean de Istorie și Arheologie Maramureș, Baia Mare | Cimec    |
|      | Mașină de cusut Autor: A.B. Wilson                                                          | Datare: mijlocul sec. XIX Școală: Atelier american Descoperit: jud. MARAMUREȘ, Baia Mare Dimensiuni: Lungime: 29,3 cm; Lățime: 24,5 cm; Înălțime: 14,7 cm Material: produs manufacturier, din fier prin turnare                                                    | Mașina de cusut este o piesă produsă de o importantă companie americană, este mică, portabilă, cu sistem de stabilizare pe o suprafață plană. Este un dispozitiv simplu, acționat mecanic pentru coasere automată a materialelor textile. Părțile componente mai importante sunt: platforma de bază cu sumare elemente decorative liniare și toate colțurile rotunjite, corpul propriu-zis al mașinii cu angrenajul necesar funcționării, zonă din care lipsesc anumite piese; tija, paralelă cu platforma, la capătul căreia se află dispozitivul de coasere (cu ac și ață); placa mobilă ce adăpostește o parte a dispozitivului de coasere, pe care se află una dintre inscripții cu datele firmei producătoare. Pe spatele platformei există o a doua inscripție identică cu prima amintitiă. Mașina nu este în stare de funcționare. | Muzeul Județean de Istorie și Arheologie Maramureș, Baia Mare | Cimec    |
|      | Absolvenții de la Năsăud, promoția 1911-1912                                                | Datare: începutul sec. XX Școală: Atelier foto Descoperit: jud. MARAMUREȘ, Baia Mare Dimensiuni: Lungime: 166 cm; lățime: 35,2 cm Material: hârtie și tehnica fotografică, după negativ pe sticlă, corespunzătoare evoluției din primele decenii ale sec. XX       | Este un tablou clasic al unor absolvenți de gimnaziu, respectiv, o fotografie de mari dimensiuni pe care sunt imortalizați dascăli și elevii absolvenți ai Gimnaziului superior fundațional din Năsăud, promoția 1911-1912. Imaginile celor 40 de elevi (băieți) sunt distribuite în formă de evantai încadrându-i pe cei cinci dascăli ai eminentei școli gimnaziale din Năsăud. În partea centrală, sub grupajul dascălilor se află imaginea imobilului în care a funcționat școala în perioada 1892-1918. Fotografia este încadrată de passpartout, acesta prezentând elemente decorative florale și liniare distribuite pe toate cele patru laturi în mod asimetric. Fotografia este înrămată și sub sticlă, rama din lemn dată cu bronz prezintă porțiuni lipsă. Fotografia este bine conservată spre deosebire de ramă. Textele sunt distribuite în cele două registre, de sus și de jos. Semnătura din dreapta jos, probabil numele fotografului, este indescifrabilă.                                            | Muzeul Județean de Istorie și Arheologie Maramureș, Baia Mare | Cimec    |
|      | Mașină de cusut                                                                             | Datare: a doua jumătate a sec. XIX Descoperit: jud. MARAMUREȘ, Baia Mare Dimensiuni: Lungime: 30,2 cm, lățime: 18,5 cm; înălțime: 26 cm Material: mașina de cusut este produs manufacturier, din fier, bronz, prin turnare                                         | Mașina de cusut este un dispozitiv portabil, acționat mecanic pentru coaserea automată a materialelor textile, destinate îndeosebi confecționării pieselor vestimentare. Părțile compomnente mai impoprtante sunt: postamentul (baza), de formă dreptunghiulară având colțurile rotunjite și ornamentate cu elemente decorative simple, identice la toate cele patru colțuri; corpul propriu-zis al mașinii care la rândul ei cuprinde tija principală de care este ancorată cu șuruburi, roata cu manivelă care prin rotație acționează coaserea și o altă tijă, arcuită, perpendiculară pe prima, la capătul căreia se află dispozitivul de coasere și plăcuța aferentă. Aceasta din urmă prezintă două orificii care, probabil fixau tăblița cu datele firmei producătoare. Piesa este incompletă lipsindu-i mici elemente componente, lipsind și datele de identificare a mărcii sau numărul de serie. | Muzeul Județean de Istorie și Arheologie Maramureș, Baia Mare | Cimec    |
|      | Mojar                                                                                       | Datare: sf.sec.XIX-încep. sec. XX Școală: Atelier transilvănean Descoperit: jud. MARAMUREȘ, Baia Mare Dimensiuni: L: 12,7 cm; D: 14 cm; d: 8,2 cm; L pistil: 21 cm Material: mojarul este confecționat din aramă prin turnare                                      | Mojar metalic de formă cilindrică, gura circulară evazată spre exterior, pereți groși iar fundul vasului este rotunjit, formă propice prntru pentru operațiunea de mărunțire prin mișcări repetate cu pistilul până la obținerea consistenței dorite a prafului. În partea exterioară, aproximativ în zona mediană, pe linia diametrală, se află amplasate câte o toartă de formă dreptunghiulară necesare pentru manipulare și pentru stabilizarea mojarului în timpul utilizării. În aceeași zonă se află un brâu circular decorativ, ușor sesizabil. Pistilul are forma cilindrică având capetele rotunjite și prezină câteva elemente liniare decorative. Mojarul era folosit în gospodării pentru mărunțirea diferitelor ingrediente alimentare sau în laboratoare pentru zdrobirea unor elemente solide în vederea analizării lor. | Muzeul Județean de Istorie și Arheologie Maramureș, Baia Mare | Cimec    |
|      | Mojar                                                                                       | Datare: sf.sec.XIX-încep.sec.XX Școală: Atelier transilvănean Descoperit: jud. MARAMUREȘ, Baia Mare Dimensiuni: L: 10,2 cm; D: 10,4 cm; d: 6,2 cm; L pistil: 14,9 cm Material: mojarul este confecționat din aramă prin turnare                                    | Mojar metalic, de formă cilindrică, buza circulară răsfrântă (evazată) spre exterior, pereți groși iar fundul interior al vasului este rotunjit, formă propice operațiunii de mărunțire prin mișcări de lovire repetate cu pistilul până la obținerea consistenței dorite. În exterior, aproximativ zona mediană, sunt amplasate, de o parte și alta, câte o toartă cu forma dreptunghiulară necesare manipulării pentru stabilizarea mojarului în timpul utilzării. Astfel de mojare erau folosite în gospodării casnice pentru zdrobirea diferitelor ingrediente alimentare (piper, zahăr, chimen etc) sau în laboratoare pentru mărunțirea unor elemente solide în vederea analizării lor. Pistilul are forma de asemenea cilidrică, capetele sunt aplatizate, formă necesară utilității de zdrobire. Atât mojarul cât și pistilul prezintă elemente decorative simple, liniare urmând forma vasului, respectiv a pistilului.                                                                                         | Muzeul Județean de Istorie și Arheologie Maramureș, Baia Mare | Cimec    |
|      | Balanță                                                                                     | Datare: sf. sec. XIX- încep. sec. XX Descoperit: jud. MARAMUREȘ, Baia Mare Dimensiuni: Lungime: 48,5 cm; înălțime: 37,7 cm Material: balanța este făcută din fier, bronz, tablă de alamă prin forjare și turnare                                                   | Balanța cu talere a fost folosită la căntărirea naterialelor solide având capacitatea maximă de 2 Kg. Acest tip de balanțe erau folosite îndeosebi în activitățile de laborator. Având în vedere ponderea crescută a mineritului în această zonă, credem că balanța a fost folosită în acest domeniu. Are forma unui T fiind alcătuită din tija verticală fixată în centrul unei tălpi circulare care putea fi stabilizată pe o suprafață plană și bara orizontală de formă romboidală, în centrul acesteia este fixată tija verticală. De extremitățile barei, prin intermediul a două cârlige sunt atașate cadrele metalice care susțin talerele. Acestea au forme diferite, respectiv unul este de formă circulară iar celălalt de formă pătrată. Tija verticală și talpa au fost vopsite negru, restul fiind auriu. | Muzeul Județean de Istorie și Arheologie Maramureș, Baia Mare | Cimec    |
|      | Sfeșnic                                                                                     | Datare: sf. sec. XIX-încep. sec.XX Descoperit: jud. MARAMUREȘ, Baia Mare, Valea Borcutului Dimensiuni: diametru talpă: 9,6 cm; înălțime: 28,8 cm Material: sfeșnic făcut din bronz prin turnare                                                                    | Sfeșnic cu un braț (cu o lumină), confecționat din bronz auriu masiv. Talpa circulară, fără elemente decorative, se continuă cu tija cilindrică terminată cu orificiul pentru lumânare și zona aplatizată pentru scurgerea seului topit. Pe tijă sunt ca elemente decorative două inele apropiate, în partea de jos iar în partea de sus unul care marchează și partea terminală a cavității de stabilizare a lumânării. | Muzeul Județean de Istorie și Arheologie Maramureș, Baia Mare | Cimec    |
|      | Sfeșnic                                                                                     | Datare: sf. sec. XIX-încep. sec. XX Descoperit: jud. MARAMUREȘ, Baia Mare, Valea Borcutului Dimensiuni: diametru talpă: 7 cm; înălțime: 10,6 cm Material: sfeșnicul este făcut din fier și bronz prin turnare                                                      | Sfeșnicul iese din tiparul caracteristic acestor mijloace de iluminat din perioada modernă prin caracteristicile sale tehnice. Talpa circulară, adâncită în zona marginală și ușor bombată în zona centrală unde se află un orificiu cu marginile supraînălțate în care este amplasat lăcașul în care se stabilizează lumânarea. Acest segment are forma unui clopot răsturnat, hexagonal în exterior și neted circular în interior. Talpa prezintă elemente decorative în forma unor striații proeminente, oblice și paralele. Pe spatele acesteia sa află textul inscripționat cu majuscule. | Muzeul Județean de Istorie și Arheologie Maramureș, Baia Mare | Cimec    |
|      | Mașină de calculat                                                                          | Datare: sf. sec. XIX-încep. sec. XX Descoperit: jud. MARAMUREȘ, Baia Mare Dimensiuni: Lungime: 32,3 cm; lățime: 14 cm; înălțime: 11,2 cm Material: mașina de calculat este confecționată din fontă și bronz prin turnare                                           | Mașina de calculat este un dispozitiv mecanic pentru efectuarea celor mai importante operațiuni matematice, respectiv adunare, scădere înmulțire, împărțire. La baza funcționării dispozitivului este principiul roților dințate, generalizat în a doua jumătate a secolului XVII. Principalele părți componente ale mașinii sunt: tamburul care are în extrema dreaptă imprimate în relief, cifrele de la 0 la 9, dispuse liniar, cu ajutorul unor tije glisante făcându-se manual selecția cifrelor pentru operația matematică dorită, iar cu ajutorul manivelei este acționat tamburul; suportul dreptunghiular, cu bară numerotată și alveole pentru afișarea rezultatelor, suport care adăpostește sistemul mecanic al roților dințate; două clapete albe pentru schimbarea semnelor matematice operative. Pe corpul mașinii se văd urme de vopsea neagră. Inscripția se află în spatele mașinii iar seria pe talpa dispozitivului.                                                                                 | Muzeul Județean de Istorie și Arheologie Maramureș, Baia Mare | Cimec    |
|      | Râșniță manuală                                                                             | Datare: sf. sec. XIX-încep. sec. XX Descoperit: jud. MARAMUREȘ, Baia Mare, str. Iuliu Maniu Dimensiuni: L: 16,6 cm; l: 13,5 cm; î: 19 cm Material: râșnița este confecționată din fier prin turnare                                                                | Râșnița este masivă având cutia în forma unui patrulater, la bază cu două orificii adăugate pentru prinderea spre stabilizare de o suprafață plană. Pe una dintre fețele cutiei se află accesul la sertarul de colectare a prafului rezultat din măcinare, sertar acționat de un mic buton cu capătul din cupru. În partea superioară este poziționat angrenajul de măcinare format din: pâlnia prinsă cu nituri de corpul propriu-zis al râșniței, axul, cu un capăt în interior unde se află cuțitele de oțel care prin rotație mărunțesc boabele (cafea, piper etc.) și cu celălalt capăt în exterior de care este atașat prin nituire mânerul. În pâlnie sunt puse boabele și prin mișcarea de rotație imprimată prin intermediul mănerului, angrenajului din interior, acestea curg spre interior și sunt măcinate. Având în vedere construcția "grosolană" a râșniței credem că este o producție manufacturieră, privată, personalizată.                                                                           | Muzeul Județean de Istorie și Arheologie Maramureș, Baia Mare | Cimec    |
|      | Sfeșnic cu toartă                                                                           | Datare: sf. sec. XIX-încep. sec. XX Descoperit: jud. MARAMUREȘ, Baia Mare, Centrul Vechi Dimensiuni: D: 10,2 cm; î: 10 cm Material: sfeșnic confecționat din alamă prin turnare                                                                                    | Sfeșnicul este cu o singură lumină (cu un braț) și are forma clasică de sfeșnic cu toartă. Talpa circulară se prelungește cu unicul braț în terminația căruia se află orificiul cu buza răsfrântă spre exterior, în care este stabilizată lumânarea. Din zona care face legătura dintre talpă și braț pornește toarta arcuită. Sfeșnicul are culoarea galben-aurie și prezintă elemente decorative foarte simple, liniare. | Muzeul Județean de Istorie și Arheologie Maramureș, Baia Mare | Cimec    |
|      | Sfeșnic                                                                                     | Datare: sf. sec. XIX-încep sec XX Descoperit: jud. MARAMUREȘ, Baia Mare, Valea Borcutului Dimensiuni: D: 9 cm; î: 20 cm Material: sfeșnic realizat din tablă de alamă argintată pe alocuri, prin turnare                                                           | Sfeșnic cu o lumină (un braț, o lumânare), realizat din tablă de alamă cu urme argintate, are talpa de forma unei flori stilizate, respectiv șase acolade fiecare cu valul corespunzător, pe fiecare val existând câte un trandafir reliefat și de asemenea stilizat. Aceste valuri ne conduc spre brațul scurt al sfeșnicului format dintr-un bulb cu un brâu median și orificiul în care se stabilizează lumânarea, zonă bogat ornamentată. Toarta prezintă și ea elemente decorative cu volute și unește talpa cu bulbul. | Muzeul Județean de Istorie și Arheologie Maramureș, Baia Mare | Cimec    |
|      | Ceainic                                                                                     | Datare: sf. sec. XIX-încep. sec. XX Descoperit: jud. MARAMUREȘ, Baia Mare, Valea Borcutului Dimensiuni: D: 16 cm; d: 11 cm; î: 27 cm; L cu cioc: 23 cm Material: ceainic confecționat din alamă prin turnare                                                       | Ceainicul are forma tradițională a unui recipient destinat preparării sau încălzirii ceaiului, respectiv forma unui bulb, cu talpa circulară, având în partea opusă orificiul circular de acces în interior și capacul în formă de clopot, cu o terminație asemănătoare ca formă dar de mici dimensiuni, pentru apucare. Din zona mediană a bulbului pornește ciocul, ușor arcuit, cu două volute decorative. Din registrul superior al bulbului pornesc brațele mânerului care, în partea de sus, are o tijă înmănușată cu lemn strunjit necesară pentru manipularea ceainicului. În interior este argintat. Elementele decorative sunt simple, liniare, acolade și volute, plasate pe capac, toartă și cioc. | Muzeul Județean de Istorie și Arheologie Maramureș, Baia Mare | Cimec    |
|      | Lampă de mină                                                                               | Datare: sf. sec. XIX Descoperit: jud. MARAMUREȘ, Baia Mare, Valea Roșie Dimensiuni: lungime: 12,3 cm; lățime: 7,2 cm; înălțime:13,5 cm Material: mijloc de iluminat în subteran, confecționat din fier prin forjare                                                | Lampa portabilă (opaiț sau fonță) face parte din categoria lămpilor cu corp închis, în formă de vioară. Corpul propriu-zis avea destinația de rezervor al lubrifiantului care putea fi ulei de rapiță, seu de oaie etc. La capătul îngust se află orificiul circular pentru fitil iar în partea opusă un deschizător pentru introducerea lichidului de ardere. Sistemul de ancorare de peretele galeriei are forma unei tije îndoite în unghi drept cu un capăt perpendicular pe corpul opaițului iar celălalt semicircular, aplatizat și găurit susține cârligul de prindere. Acest sistem de lampă cu flacără deschisă era folosit în galeriile din regiunea minieră Baia Mare în care nu erau gaze ca în minele de cărbuni fiind exploatate minereuri neferoase. | Muzeul Județean de Istorie și Arheologie Maramureș, Baia Mare | Cimec    |
|      | Lampă de control                                                                            | Datare: sf. sec XIX-încep. sec. XX Descoperit: jud. MARAMUREȘ, CAVNIC Material: Lampa este confecționată din tablă de fier forjat cu o zonă protejată cu sticlă | | Muzeul Județean de Istorie și Arheologie Maramureș, Baia Mare | Cimec    |
|      | Lampă de control Autor: Friemann & Wolf                                                     | Datare: sf. sec. XIX-încep. sec. XX Descoperit: jud. MARAMUREȘ, Baia Mare, str. S. Bărnuțiu nr. 25 Dimensiuni: înălțime: 25 cm; diametru :7, 5 cm Material: piesa este confecționată din cupru, fier și sticlă, prin turnare                                       | Lampa portativă de control gaze în subteran este o formă evoluată a lămpilor de tip Davys și erau folosite pentru depistarea concentrației de gaz metan din galerii, în funcție de înălțimea și culoarea flăcării. Această lampă, conform inscripției a fost produsul unei firme germane din orașul Zwickau, specializată în fabricarea lămpilor de mină. Forma obiectului este cilindică. În partea inferioară se află rezervorul de benzină, făcut din cupru, acesta este urmat de sticla protectoare încadrată de 5 bare de fier prinse cu nituri de un inel aplatizat. Barele dispuse alternativ celor de jos încadrează și sita tronconică (plasă de fier) care permite înălțarea flăcării în funcție de concentrația de gaz dacă acesta există în galerie. În partea superioară se află capacul de care este ancorat cârligul de prindere. | Muzeul Județean de Istorie și Arheologie Maramureș, Baia Mare | Cimec    |
|      | Lampă de mină                                                                               | Datare: prima jum. a sec. XIX Descoperit: jud. MARAMUREȘ, Cavnic Dimensiuni: înălțime: 12,5/30,5 cm; diametru: 10/11,6 cm Material: Lampa este confecționată din fier prin forjare manuală                                                                         | Lampa portativă face parte din categoria opaițelor cu corp deschis. Are forma circulară cu marginile mult înălțate și evazate spre exterior având în partea opusă tijei de prindere șanțul de scurgere. Combustibilul folosit putea fi ulei de rapiță, seu de oaie etc.Tija adăugată corpului prin forjare este arcuită, capătul fiind aplatizat și găurit pentru cârligul de agățare care la rândul său este prins cu un cârlig mic de tijă necesar pentru o mai bună mobilitate. Aceste tipuri de lămpi au fost folosite timp îndelungat la iluminarea locului de muncă din subteran, evoluția lor fiind foarte lentă. Cu ajutorul cârligului opaițul era ancorat de peretele galeriei. | Muzeul Județean de Istorie și Arheologie Maramureș, Baia Mare | Cimec    |
|      | Lampă de mină                                                                               | Datare: Prima jum. a sec. XIX Descoperit: jud. MARAMUREȘ, com. Copalnic-Mănăștur, Preluca Nouă nr. 68 Dimensiuni: înălțime: 10,5 cm; diametru: 10/11 cm Material: lampa este confecționată din fier forjat manual                                                  | Lampa portabilă (opaiț) face parte din categoria lămpilor cu corp deschis folosite la iluminarea locului de muncă în subteran Acestea au fost utilizate timp îndelungat evoluția lor fiind foarte lentă. Are forma circulară cu marginile înălțate și ușor evazate spre exterior. Tija de prindere este arcuită cu capătul mult curbat, aplatizat și găurit pentru prinderea cârligului de agățare. Combustibilul folosit era uleiul, seul etc. | Muzeul Județean de Istorie și Arheologie Maramureș, Baia Mare | Cimec    |
|      | Lampă de control                                                                            | Datare: sf. sec XIX-încep. sec XX Descoperit: jud. MARAMUREȘ, Baia Mare, str. Gutinului nr. 31 Dimensiuni: înălțime: 27 cm; diametru: 10 cm Material: lampa este realizată din cupru, prin turnare,                                                                | Lampa portabilă de control a concentrației de gaz metan din galerii este un model evoluat al lămpilor tip Davys. De formă tronconică lampa este alcătuită din trei registre și anume: rezervorul de benzină, de formă cilindrică, urmat de cilindrul de sticlă care protejează flacăra și sita care permite oscilarea înălțimii flăcării în funcție de mărimea concentrației gazelor din subteran. Câte 5 bare încadrează cilindrul de sticlă și sita iar în partea terminală se află un capac de care este ancorat cârligul de prindere. Lampa este făcută din cupru, astfel de lămpi erau utilizate în general de maiștri mineri. | Muzeul Județean de Istorie și Arheologie Maramureș, Baia Mare | Cimec    |
|      | Lampă de mină                                                                               | Datare: sf. sec. XVIII-încep. sec.XIX Descoperit: jud. MARAMUREȘ Dimensiuni: înălțime: 17 cm; diametru: 10,7/10 cm Material: Lampa este confecționată din fier prin forjare manuală                                                                                | Lampa face parte din categoria lămpilor portabile cu corp deschis folosite pentru iluminarea locului de muncă din subteran, acestea au cunoscut o evoluție foarte lentă în timp. Forma corpului este circulară cu baza rotunjită, cu marginile înălțate și ușor bombate.Tija de prindere adăugată prin lipire este dreaptă și verticală pe corp având o terminație triunghiulară cu orificiu rotund. Acest model de opaiț este mai rar întâlnit fiind oarecum atipic prin forma tijei. Piesa prezintă elemente decorative liniare și circulare în zona terminală a tijei și la peretele exterior al ciocului. | Muzeul Județean de Istorie și Arheologie Maramureș, Baia Mare | Cimec    |
|      | Felinar de mină                                                                             | Datare: sf. sec. XIX -încep. sec. XX Descoperit: jud. MARAMUREȘ Dimensiuni: înălțime: 20 cm; lungime: 7 cm; lățime: 5 cm Material: Felinarul este confecționat din tablă de fier și sticlă                                                                         | Felinar portabil folosit la iluminarea în galeriile miniere mai apropiate de suprafață. Are forma unei cutii dreptunghiulare, trei pereți cu sticlă și unul compact din tablă. Sticla din partea considerată fața felinarului glisează pe verticală pentru a permite accesul în interior. Sistemul de iluminat este alcătuit din rezervorul de combustibil lichid, circular de stică, fitilul și rotița exterioară cu ajutorul căreia se reglează flacăra. În partea superioară prin două fragmente semicirculare de tablă este asigurată arderea și manipularea prin toarta fixată de extremitatea de sus a felinarului. | Muzeul Județean de Istorie și Arheologie Maramureș, Baia Mare | Cimec    |
|      | Felinar de mină                                                                             | Datare: sf. sec.XIX-încep. sec XX Descoperit: jud. MARAMUREȘ, Baia Mare, str. Gării Dimensiuni: înălțime:32 cm; lungime: 14,5 cm; lățime: 14,5 cm Material: Felinarul este confecționat din tablă de fier și sticlă prin forjare                                   | Felinar folosit la iluminarea spațiilor de lucru în galeriile apropiate de suprafață. Are forma unei cutii pătrate, toate laturile având stică protejată cu bare metalice încrucișate (lipsă o bară pe una dintre laturi). Accesul în interior pentru introducerea arzătorului se face pe una dintre laturi unde sticla este mai bine protejată și în partea superioară cu un angrenaj foarte simplu de tip zăvor. Tot în partea superioară este sistemul de aerisire de formă circulară cu un capac vălurit, toarta de prindere și tija de agățare. Partea inferioară sau baza felinarului este dublată și prevăzută cu găuri tot pentru aerisire. | Muzeul Județean de Istorie și Arheologie Maramureș, Baia Mare | Cimec    |
|      | Lampă de mină                                                                               | Datare: sf. sec. XVIII-încep. sec. XIX Descoperit: jud. MARAMUREȘ, Baia Sprie, str. Minerilor Dimensiuni: înălțime: 12,5 cm; diametru: 9/8,7 cm Material: lampa este confecționat din fier prin forjare manuală                                                    | Lampa portabilă face parte din categoria lămpilor cu corp deschis folosite timp îndelungat la iluminarea locului de muncă din subteran. Are forma ovală, marginile înălțate și ușor evazate spre exterior, fundul vasului este rotunjit. Tija de prindere este puțin arcuită, adânc curbată, aplatizată și găurită la capăt. Un cui îndoit se mai păstrează din sistemul de prindere care trebuia să aibă și un cârlig de agățare. Aceste lămpi funcționau cu combustibil lichid (ulei), cu seu de oaie etc. În general evoluția mijloacelor de iluminat în subteran a fost lentă și greoaie același tip de lampă fiind folosită chiar sute de ani la rând. | Muzeul Județean de Istorie și Arheologie Maramureș, Baia Mare | Cimec    |
|      | Lampă de mină                                                                               | Datare: sec. XIX Descoperit: jud. MARAMUREȘ Dimensiuni: înălțime: 56 cm; înălțime corp: 19 cm; lățime: 11 cm Material: lampa de mină este făcută din cupru prin forjare                                                                                            | Lampă portabilă de mină din categoria lămpilor cu corp închis, folosită la iluminarea frontului de lucru în subteran. Corpul care este și rezervorul de combustibil (ulei de rapiță, seu de oaie etc) are formă de vioară. În extremitatea îngustă se află orificiul protejat de ieșire a fitilului iar accesul spre interior pentru alimentare este permis de o tijă glisantă având la capăt două creste pentru fixarea fitilului. Pe această tijă se află un inel aplatizat în care este așezată penseta folosită la manevrarea fitilului. La rândul ei penseta este prinsă de corp cu un lanț de cupru. De la extremitatea lată pornește o tijă cu marginile și capătul îndoite de care este montat cârligul de agățare. Acesta este destul de lung și prezintă în zona mediană o răsucire circulară. | Muzeul Județean de Istorie și Arheologie Maramureș, Baia Mare | Cimec    |
|      | Felinar de mină                                                                             | Datare: sf. sec. XIX-încep. sec. XX Descoperit: jud. MARAMUREȘ Dimensiuni: înălțime: 26 cm; lungima: 9 cm; lățime: 7,5 cm Material: felinarul este confecționat din tablă de fier, cupru și stică, prin forjare                                                    | Felinarul a fost folosit pentru iluminarea în galeriile mai apropiate de suprafață. Are forma unei cutii dreptunghiulare, din tablă, trei pereți cu sticlă și unul compact. Latura din față este și ușița de acces în interior pentru alimentarea cu lubrifiant lichid. Sistemul de iluminare este alcătuit din rezervorul din cupru, de formă dreptunghiulară având colțurile rotunjite, rotița de reglare a fitilului pentru mărirea sau micșorarea flăcării și oglinda circulară de cupru, pentru creșterea luminozității prin reflexie. În partea superioară se află trei elemente semicilindrice din tablă pentru întreținerea flăcării și pentru mânerul triunghiular de utilizare. Pe spatele felinarului se află o tijă nituită de peretele compact pentru prinderea de cureaua purtătorului sau de un alt suport de agățare. | Muzeul Județean de Istorie și Arheologie Maramureș, Baia Mare | Cimec    |
|      | Lampă cu carbid                                                                             | Datare: prima jum. a sec. XX Descoperit: jud. MARAMUREȘ, Baia Mare, str. Ghe. Pop de Băsești Dimensiuni: înălțime: 26 cm; diametru corp: 9,5 cm; diametru cavitate flacără: 12,5 cm Material: lampa este confecționată din tablă de fier prin turnare              | Lampă masivă cu rezervor cilindric alcătuit din două părți care se înfiletează în zona mediană. În partea inferioară se află rezervorul de carbid iar în partea superioară rezervorul de apă din care aceasta este dirijată spre rezervorul cu carbid, debitul fiind reglat de un șurub exterior. Între cele două rezervoare se află o garnitură care nu permite ieșirea gazului. Principiul de funcționare este: între carbid (carbura de calciu) și apă are loc o reacție chimică din care rezultă gazul (acetilenă) care prin ardere luminează. Arzătorul (brener) și reflectorul (oglinda) circular sunt poziționate într-o cavitate rotundă protejată de sticlă cu un sistem simplu de acces. Utilizarea se face manual cu ajutorul unui mâner de lemn fixat pe o tijă care de asemenea este fixată de corp cu un șurub. Lămpi de acest fel se foloseau la iluminat în subteran dar și la alte activități precum semnalizare tren etc. Lampa este vopsită în verde cu excepția tijei care susține mânerul.          | Muzeul Județean de Istorie și Arheologie Maramureș, Baia Mare | Cimec    |
|      | Masă de birou                                                                               | Datare: sf. sec. XIX-încep. sec.XX Descoperit: jud. MARAMUREȘ, Baia Mare, str. 1 Mai Dimensiuni: lungima: 130 cm; lățime: 60 cm; înălțime: 77 cm Material: masa de birou este confecționată din lemn de stejar                                                     | Masă de lucru (masă de birou) cu blat de formă dreptunghiulară, cu sertare în părțile laterale, două mici și două mai mari ca înălțime iar sertarul din mijloc este la nivelul celor mici și umple spațiul dintre cele două grupaje laterale de sertare. Două dintre cele patru picioare, cele din față sunt strunjite. Elemente decorative liniare încadrează sertarele iar în zonele sistemelor de închidere cu chei, cu excepția sertarului din mijloc, sunt aplicate elemente decorative de alamă cu rol estetic și funcțional. Zona centrală a blatului este îmbrăcată cu pluș vișiniu. Masa de birou a aparținut avocatului băimărean dr.Teofil Dragoș (1874-1934), personalitate importantă din istoria orașului, fondator de bănci, om politic, președinte ai CNR Cercual Baia Mare, delegat oficial le M.A.N. de la Alba Iulia din 1 Decembrie 1918. | Muzeul Județean de Istorie și Arheologie Maramureș, Baia Mare | Cimec    |
|      | Țiteră                                                                                      | Datare: sf. sec. XIX Descoperit: jud. MARAMUREȘ, BAIA MARE Dimensiuni: lungime: 9 cm; lățime: 36 cm Material: cutie muzicală din lemn, pictat, coarde din fir metalic                                                                                              | Instrumentul muzical cu coarde ciupite are cutia din lemn de formă dreptunghiulară. În partea inferioară se află registrul tehnic muzical, încadrat în chenar decorativ și o clapetă metalică în extrema dreaptă. O bordură de lemn rotunjit ascunde montura inferioară a coardelor. În zona centrală se află rozeta (orificiul circular) iar în interior o emblemă de hârtie cu inscripția: Țitera marca Concert. În jurul rozetei sunt dispuse elemente decorative vegetale. Aceste elemente decorative, întro construcție mult mai amplă, se regăsesc în registrul superior. De jur-împrejurul cutiei de rezonanță se află un chenar cu elemente florale și geometrice stilizate. În tot ansamblul decorativ predomină culorile roșu, auriu și verde. Instrumentul muzical era folosit prin poziționare pe genunchi sau pe o suprafață plană. | Muzeul Județean de Istorie și Arheologie Maramureș, Baia Mare | Cimec    |
|      | Chitara-țiteră                                                                              | Datare: sf. sec. XIX Descoperit: jud. MARAMUREȘ, BAIA MARE Dimensiuni: lungime: 54 cm; lățime: 38 cm Material: cutie muzicală din lemn, pictat, coarde din fir metalic                                                                                             | Instrumentul muzical cu coarde ciupite are cutia de formă dreptunghiulară, latura de susu fiind formată din trei valuri adânci ornamentate cu elemente vegetale care încadrează o pasăre în zbor. În partea de jos se află registrul tehnic muzicale pe fond auriu șimo clapetă metalică în extremitatea dreaptă. Sub linia mediană este rozeta iar în interior pe emblema circulară sunt greu lizibile cuvintele Concert Grant. Pe suprafața cutiei de rezonanță este o bogată compoziție decorativă din elemente vegetale predominând culorile auriu, portocaliu, verde și alb. Coardele sunt grupate câte două și sunt mai scurte decât cutia. Instrumentul era folosit prin poziționarea pe genunchi sau pe o suprafață plană. | Muzeul Județean de Istorie și Arheologie Maramureș, Baia Mare | Cimec    |
|      | Genialus                                                                                    | Datare: sec. XIX Descoperit: jud. MARAMUREȘ, BAIA MARE Dimensiuni: lungime car: 26,2 cm; lățime: 24 cm; înălțime: 12,5 cm Material: dispozitiv mecanic cu piese metalice, suport de lemn                                                                           | Mașina de scris este un dispozitiv mecanic, relativ simplu, pentru dactilografierea textelor prin sistemul selectării semnelor și literelor din indexul aflat în partea inferioară a mașinii. Cu o mână era selectată litera iar cu cealaltă erau acționate cele două taste laterale. Mașina este incompletă și este poziționată pe un suport de lemn de formă pătrată cu latura de 24 cm. | Muzeul Județean de Istorie și Arheologie Maramureș, Baia Mare | Cimec    |
|      | Ceainic                                                                                     | Datare: sf. sec. XIX-încep. sec. XX Descoperit: jud. CLUJ, CLUJ-NAPOCA Dimensiuni: diametru mare: 17,5 cm; diametru gură: 8,7 cm Material: porțelan pictat | Ceainicul are forma clasică, de bulb, cu toarta ușor supraînălțată și ciocul robust. Toarta, ciocul și interiorul sunt de culoare albă. Corpul propriu-zis al ceainicului are fondul de culoare neagră cu elemente decorative florale distribuit din loc în loc. Lipsește capacul iar zona bombată este afectată de mici fisuri. | Muzeul Județean de Istorie și Arheologie Maramureș, Baia Mare | Cimec    |
|      | Călimară                                                                                    | Datare: sf. sec. XIX-încep. sec. XX Descoperit: jud. CLUJ, CLUJ-NAPOCA Dimensiuni: lățime: 9,8 cm; înălțime: 14 cm Material: călimara este făcută din sticlă-cristal                                                                                               | Călimara pentru cerneală este din sticlă (cristal) incoloră, groasă, are forma pătrată. Pe toate patru laturile sunt distribuite striații groase în poziție oblică. Gura călimării este înmănușată cu folie de alamă. Capacul masiv, tot din sticlă, cu striații groase oblice, este de asemenea înmănușat cu folie de alamă în partea inferioară unde, cu o mică balama este prins de gura călimării. Piesa are luciul specific obiectelor de cristal. | Muzeul Județean de Istorie și Arheologie Maramureș, Baia Mare | Cimec    |
|      | Masă                                                                                        | Datare: sf. sec. XIX-încep. sec. XX Descoperit: jud. CLUJ, CLUJ-NAPOCA Dimensiuni: lungime: 92 cm; lățime: 55 cm; înălțime: 75 cm Material: masă de lemn, furniruit, elemente strunjite                                                                            | Masă de lemn cu blat furniruit, de formă ovală. Are două picioare cu elemente decorative simple. Picioarele se despart în partea inferioară în câte două piciorușe bogat ornamentate. În zona respectivă se află alte elemente decorative strunjite, respectiv patru mici coloane încadrate în chenar dreptunghic. | Muzeul Județean de Istorie și Arheologie Maramureș, Baia Mare | Cimec    |
|      | Fotoliu                                                                                     | Datare: sf. sec. XIX-încep. sec. XX Descoperit: jud. CLUJ, CLUJ-NAPOCA Dimensiuni: înălțime: 95, 5 cm; lățime: 97 cm Material: fotoliu din lemn, strunjit, tapiserie din catifea                                                                                   | Fotoliul este confecționat din lemn (probabil fag și nuc), furniruit, cu elemente decorative simple, volute și coloane mici în zona spătarului. Picoarele ușor curbate sunt strunjite și au rotile pentru deplasare. Tapiseria este din catifea, pe fond crem fiind distribuite elemente florale în culorile roșu și verde. Brațele fotoliului sunt tapisate parțial și au franjuri. | Muzeul Județean de Istorie și Arheologie Maramureș, Baia Mare | Cimec    |
|      | Fotoliu                                                                                     | Datare: sf. sec. XIX-încep. sec. XX Descoperit: jud. CLUJ, CLUJ-NAPOCA Dimensiuni: înălțime: 95, 5 cm; lățime: 97 cm Material: fotoliu din lemn, strunjit, tapiserie din catifea                                                                                   | Fotoliul este confecționat din lemn (probabil fag și nuc), furniruit, cu elemente decorative simple, volute și coloane mici în zona spătarului. Picoarele ușor curbate sunt strunjite și au rotile pentru deplasare. Tapiseria este din catifea, pe fond crem fiind distribuite elemente florale în culorile roșu și verde. Brațele fotoliului sunt tapisate parțial și au franjuri. | Muzeul Județean de Istorie și Arheologie Maramureș, Baia Mare | Cimec    |
|      | Fotoliu                                                                                     | Datare: sf. sec. XIX-încep. sec. XX Descoperit: jud. CLUJ, CLUJ-NAPOCA Dimensiuni: înălțime: 95, 5 cm; lățime: 52 cm Material: fotoliu din lemn, strunjit, tapiserie din catifea                                                                                   | Scaunul are cadru din lemn furniruit, simplu ornamentat cu elemente în formă de volute și mici coloane în zona superioară a spătarului. Picioarele ușor curbate, cele din față circulare, sunt prevăzute cu rotile pentru deplasare. Tapiseria este imprimată cu motive florale, în nuanțe de roșu și verde, pe fond crem. Brațele sunt simple și arcuite. | Muzeul Județean de Istorie și Arheologie Maramureș, Baia Mare | Cimec    |
|      | Fotoliu                                                                                     | Datare: sf. sec. XIX-încep. sec. XX Descoperit: jud. CLUJ, CLUJ-NAPOCA Dimensiuni: înălțime: 95, 5 cm; lățime: 52 cm Material: fotoliu din lemn, strunjit, tapiserie din catifea                                                                                   | Scaunul are cadru din lemn furniruit, simplu ornamentat cu elemente în formă de volute și mici coloane în zona superioară a spătarului. Picioarele ușor curbate, cele din față circulare, sunt prevăzute cu rotile pentru deplasare. Tapiseria este imprimată cu motive florale, în nuanțe de roșu și verde, pe fond crem. Brațele sunt simple și arcuite. | Muzeul Județean de Istorie și Arheologie Maramureș, Baia Mare | Cimec    |
|      | Fotoliu                                                                                     | Datare: sf. sec. XIX-încep. sec. XX Descoperit: jud. CLUJ, CLUJ-NAPOCA Dimensiuni: înălțime: 95, 5 cm; lățime: 52 cm Material: fotoliu din lemn, strunjit, tapiserie din catifea                                                                                   | Scaunul are cadru din lemn furniruit, simplu ornamentat cu elemente în formă de volute și mici coloane în zona superioară a spătarului. Picioarele ușor curbate, cele din față circulare, sunt prevăzute cu rotile pentru deplasare. Tapiseria este imprimată cu motive florale, în nuanțe de roșu și verde, pe fond crem. Brațele sunt simple și arcuite. | Muzeul Județean de Istorie și Arheologie Maramureș, Baia Mare | Cimec    |
|      | Fotoliu                                                                                     | Datare: sf. sec. XIX-încep. sec. XX Descoperit: jud. CLUJ, CLUJ-NAPOCA Dimensiuni: înălțime: 95, 5 cm; lățime: 52 cm Material: fotoliu din lemn, strunjit, tapiserie din catifea                                                                                   | Scaunul are cadru din lemn furniruit, simplu ornamentat cu elemente în formă de volute și mici coloane în zona superioară a spătarului. Picioarele ușor curbate, cele din față circulare, sunt prevăzute cu rotile pentru deplasare. Tapiseria este imprimată cu motive florale, în nuanțe de roșu și verde, pe fond crem. Brațele sunt simple și arcuite. | Muzeul Județean de Istorie și Arheologie Maramureș, Baia Mare | Cimec    |
|      | Cană de bere                                                                                | Datare: începutul sec. XX Școală: Atelier german Descoperit: jud. MARAMUREȘ, BAIA MARE Dimensiuni: înălțime: 25 cm; diametru mare: 11, 5 cm: diametru mic: 7, 5 cm Material: cană de bere din porțelan pictat, capac din zinc                                      | Cana are forma tradițională cilindrică a vaselor de consum personal a berii, omologate cu capacitatea de 0,5 litri, formă standardizată după anul 1900. Talpa, trapezoidală este bogat ornamentată cu elemente decorative, volute armonios încadrate, elemente care se regăsesc constant și pe corpul propriu-zis al vasului. Acesta cuprinde inscrpția în limba germană ("Soarele vieții strălucește atunci când poți să bei și să fii fericit"), distribuită pe cinci rânduri și încadrată întrun chenar fastuos decorat. În același registru se află un medalion de formă aproximativ ovală, de asemenea bogat decorat, în care este redată o femeie, din profil, ținând un trandafir în mână. Corpul propriu zis al vasului este despărțit de bază și de capac de câte un brâu decorativ reliefat cu meandre verticale și butoni. Capacul din zinc are forma unui clopot și prezintă trei registre decorative succesive.                                                                                             | Muzeul Județean de Istorie și Arheologie Maramureș, Baia Mare | Cimec    |
|      | Cască de ofițer                                                                             | Datare: încep. sec.XX Descoperit: jud. MARAMUREȘ, Chiusbaia Dimensiuni: lungime: 28 cm; lățime: 20,5 cm; înălțime calotă: 16,5 cm Material: cască militară din oțel, turnat                                                                                        | Casca militară românească, tip "Adrian", folosită în Primul război mondial pentru ocrotirea capului, este făcută din oțel moale, capitonată în interior cu piele franjurată și prevăzută cu o curea de prindere pe sub bărbie. Partea exterioară a calotei prezintă o creastă cu nervură prinsă prin nituire iar în partea frontală este aplicată cifra regală a regelui Ferdinand I, respectiv doi F andorsați și coroana regală. Casca are un bor ușor înclinat de jur împrejur, alungit anterior pentru a forma un fel de cozoroc. | Muzeul Județean de Istorie și Arheologie Maramureș, Baia Mare | Cimec    |
|      | Glob pământesc                                                                              | Datare: sf. sec. XVIII-sec. XIX Descoperit: jud. MARAMUREȘ, BAIA MARE Dimensiuni: diametru glob: 40 cm; diametru mare: 44 cm; înălțime: 39,5 cm Material: glob pământesc de lemn                                                                                   | Glob pământesc, cu harta inscripționată în limba latină, este înconjurata în zona mediană de o bordură lată din lemn. Pe suprafața plană a bordurii sunt inserate în mici dreptunghiuri desenele reprezentative ale celor 12 zodii fiind inscripționate cu majuscule numele acestora. Pe muchii, în dreptul zodiilor sunt inscripționate tot cu majuscule cele 12 luni ale anului. Bordura lată se sprijină pe trei colonașe de lemn care nu sunt originale. Globul este încadrat de o bară metalică, aplatizată, de formă circulară. Talpa circulară, maro închis depășește ușor diametrul globului. Inscripțiile de pe glob sunt șterse pe alocuri. | Muzeul Județean de Istorie și Arheologie Maramureș, Baia Mare | Cimec    |
|      | Banchetă                                                                                    | Datare: prima jum.sec. XIX Descoperit: jud. MARAMUREȘ, BAIA MARE Dimensiuni: lungime: 98 cm; lățime: 48 cm; înălțime: 130 cm Material: banchetă din lemn de stejar sculpat                                                                                         | Bancheta are spătar drept cu elemente decorative aplicate. În partea centrală, înscrisă în chenar dreptunghic se află o compoziție cu elemente heraldice, respectiv o emblemă nobiliară având pe scut doi bărbați înarmați, în partea superioară o coroană și bustul unui personaj în armură cu o sabie în mâna dreaptă. Emblema este flancată de dragoni stilizați. Partea de șezut a banchetei este dreptunghiulară, cu capac, în interior putându-se depozita diferite lucruri având și sistem de închidere cu cheia. Latura din față prezintă în extreme aceleași elemente decorative aplicate ca și în segmentele corespondente ale spătarului iar în zona centrală, în chenar dreptunghic sunt aplicate elemente decorative vegetale și fantastice. Elementele componente destinate sprijinirii brațelor sunt decorate prin traforare. | Muzeul Județean de Istorie și Arheologie Maramureș, Baia Mare | Cimec    |
|      | Tavă                                                                                        | Datare: sf. sec. XIX-încep. sec.XX Descoperit: jud. CLUJ, CLUJ-NAPOCA Dimensiuni: Diametru: 37,2 cm Material: porțelan pictat | Tava pentru ceainic are forma plată, circulară, cu marginile ușor arcuite. Pe fond negru sunt distribuite elementele decorative de culoare albă, astfel: în zona centrală se află o bogată compoziție florală iar în zona marginală, la distanțe egale sunt elemente vegetale simple. | Muzeul Județean de Istorie și Arheologie Maramureș, Baia Mare | Cimec    |
|      | Călimară                                                                                    | Datare: prima jum. a sec. XX Descoperit: jud. MARAMUREȘ, BAIA MARE Dimensiuni: lungime: 19 cm; lățime: 7,5 cm; înălțime: 11 cm Material: călimară din marmură șlefuită și sculptată                                                                                | Călimara (este posibilă varianta destinației de scrumieră) este alcătuită din două compartimente ovale, asemănătoare unor ouă de dimensiuni diferite, verticale pe postament, încadrate de elemente decorative între care predomină motivele florale, poziționate preponderent în partea dreaptă-față a obiectului. Postamentul prezintă din loc în loc, cavități sferice de diferite dimensiuni care se încadrează armonios în construcția artistică a obiectului. Marmura are nuanțe coloristice diferite predominând roz, mov și negru. | Muzeul Județean de Istorie și Arheologie Maramureș, Baia Mare | Cimec    |
|      | Baston                                                                                      | Datare: 1914-1917 Descoperit: jud. MARAMUREȘ, BAIA MARE Dimensiuni: lungime: 93 cm Material: bastonul este confecționat manual din lemn | Bastonul are forma liniară, circulară. Capătul care este și mânerul, are intercalat o mică sculptură, aplatizată, în manieră schematică, ce reprezintă un soldat așezat pe un mic piedestal. Bastonul se continuă cu încă un fragment circular capătul căruia este perpendicular pe fragmentul terminal de asemenea ușor aplatizat, care este baza de prindere și manipulare. Pe piedestalul dreptunghiular al poziționării soldatului este distribuită inscripția, respectiv regiunea (Tirol) și perioada istorică (1914-1917). | Muzeul Județean de Istorie și Arheologie Maramureș, Baia Mare | Cimec    |
|      | Far de birjă                                                                                | Datare: sf.sec.XIX-încep. sec XX Descoperit: jud. MARAMUREȘ, Baia Sprie Dimensiuni: lungime: 41 cm; lățime: 20 cm; diametru: 17,5 cm Material: tablă de fier prelucrată prin forjare, sticlă                                                                       | Corpul propriu-zis al mijlocului de iluminat are forma cubică, pereții laterali sunt prevăzuți cu stică groasă iar în partea din spate se află o ușiță din tablă care permite accesul în interior pentru aprinderea combustibilului sau a lumânării (din ceară de balenă). Partea din față are geamul circular prevăzut cu brâul metalic, de asemenea circular, în formă de pâlnie, pentru difuzarea luminii. În extremitatea de sus se află dispozitivul care permite arderea iar în cea de jos se află tija metalică necesată pentru fixarea farului în părțile laterale ale birjei. | Muzeul Județean de Istorie și Arheologie Maramureș, Baia Mare | Cimec    |
|      | Membri ai breslei dogarilor din Baia Mare Autor: fotograf Urmősi Sandor                     | Datare: a doua jumătate a secolului XIX Școală: Atelier băimărean Descoperit: jud. MARAMUREȘ, BAIA MARE, Baia Mare, str. Monetăriei Dimensiuni: lungime: 13 cm; lățime: 10 cm Material: imagine imortalizată pe hârtie fotgrafică, sepia, încadrată în passpartout | Imaginea redă un grup de oameni, membri ai breslei dogarilor din Baia Mare. În mijlocul grupului se află un butoi, simbol al meșteșugului, pe care este așezat un membru al asociației iar pe butoi este un afiș inscripționat cu majuscule, în limba ungară: KÁDÁRIPAR TÁRSULAT,18(?)6, respectiv, ASOCIAȚIA DOGARILOR, 18..6, probabil 1856 sau 1886. În registrul din partea stângă a fotografiei se află lada breslei dogarilor, piesă de secol XVIII, transmisă din generație în generație, aflată azi în colecțiile muzeului. Fotografia, realizată în tehnica vremii, în sepia, este încadrată în passpartout cartonat. Pe spatele fotografiei se află emblema studioului Urmősi Sandor, unul dintre fotografii băimăreni din ultimele decenii ale secolului XIX, în câmpul central al ștampilei aflându-se reprezentat un aparat foto cu burduf. | Muzeul Județean de Istorie și Arheologie Maramureș, Baia Mare | Cimec    |
|      | Bombonieră                                                                                  | Datare: prima jum. sec. XX Descoperit: jud. MARAMUREȘ, BAIA MARE Dimensiuni: diametru gură: 10 cm; diametru mare: 14 cm; înălțime: 13,7 cm Material: bombinieră din sticlă coclorată, capac din alamă                                                              | Bombonieră de sticlă cu forma circulară, mult bombată în zona mediană. Corpul este vălurit adânc și frumos ornamentat. Fondul este de culoare mov deschis pe acesta sunt aplicate motive decorative, ușor reliefate. Se succed elemente circulare, din bronz auriu și alte elemente geometrice și vegetale aurii și albe formând un brâu de jur împrejurul corpului. Capacul este de asemenea circular, ușor bombat, având ca decor un brâu cu elemente geometrice dispus în zona mediană. | Muzeul Județean de Istorie și Arheologie Maramureș, Baia Mare | Cimec    |
|      | Aspect de la banchetul dat în onoarea preotului dr. Vasile Lucaciu la New York în anul 1917 | Datare: 18.11.1917 Școală: Atelier american Descoperit: jud. MARAMUREȘ, BAIA MARE Dimensiuni: lungime: 64 cm; lățime: 39 cm Material: fotografie sepia realizată pe hârtie fotografică, încadrată în ramă                                                          | Fotografia reprezintă un aspect de la banchetul dat în cinstea preotului dr. Vasile Lucaciu la New York în anul 1917, reprezentantul Misiunii Patriotice, inițiată de guvernul României după intrarea în război (1916). Banchetul a fost dat de către membrii unor societăți române din SUA, în restaurantul unui hotel în New York, în noiembrie 1917. În prim plan sunt foarte multi participanți, în straie specifice epocii, unii purtând cocarde la reverul hainei, așezați la mese, orientați spre obiectivul foto, în registrul îndepărtat al imaginii se disting câteva persoane în picioare printre care este ușor de identificat preotul Vasile Lucaciu și fiul său Epaminoda Lucaciu, de asemenea preot greco-catolic. Fotografia este înrămată, rama fiind ulterioară datei la care a avut loc evenimentul. În partea dreaptă jos a imaginii se află inscripția care prin conținut explică tema fotografiei.                                                                                                 | Muzeul Județean de Istorie și Arheologie Maramureș, Baia Mare | Cimec    |
|      | Joben Autor: Skrivan Ferencz                                                                | Datare: sec. XIX Școală: Atelier maghiar Descoperit: jud. MARAMUREȘ, BAIA MARE Dimensiuni: lungime: 30 cm, lățime: 25 cm; înălțime: 17,5 cm Material: Joben din fibre de lână presate                                                                              | Joben confecționat din fetru, lucios. În interior este căptușit cu piele și mătase albă. Pe fundul calotei este imprimată emblema firmei, numele meșterului și localitatea unde a fost confecționat. | Muzeul Județean de Istorie și Arheologie Maramureș, Baia Mare | Cimec    |
|      | Vază din tub de cartuș                                                                      | Datare: prima jum. sec. XX Descoperit: jud. MARAMUREȘ, BAIA MARE Dimensiuni: lungime: 23,7 cm; diametru: 6 cm Material: vază din tub de cartuș, cupru, turnată și ornamentată                                                                                      | Vază realizată dintr-un tub de cartuș. | Muzeul Județean de Istorie și Arheologie Maramureș, Baia Mare | Cimec    |
|      | Țitera                                                                                      | Datare: sf. sec. XIX Descoperit: jud. MARAMUREȘ, BAIA MARE Dimensiuni: lungime: 52 cm; lățime: 36 cm Material: cutie muzicală din lemn, pictat, coarde din fir metalic                                                                                             | Instrumentul muzical cu coarde ciupite are cutia muzicală din lemn de formă dreptunghiulară. Lungimea coardelor este egală cu lungimea cutiei de rezonanță. În partea inferioară se află registrul tehnic muzical încadrat în chenar decorativ cu elemente florale aurii, În parte superioară se află rozeta (orificiul circular) iar în interior o emblemă de hârtie pe care sunt inscripționate date tehnice greu descifrabile. Țitera are cutie de păstrare, din lemn având pe capac o imagine pictată relativ ștearsă, reprezentând o pereche, femeie și bărbat, în frumoase haine de epocă. Instrumentul muzical era folosit prin poziționare pe genunchi sau pe suprafață plană. | Muzeul Județean de Istorie și Arheologie Maramureș, Baia Mare | Cimec    |
|      | Mașină de măcinat                                                                           | Datare: prima jum. a sec. XX Descoperit: jud. MARAMUREȘ, BAIA MARE, cartier Valea Borcutului Dimensiuni: lungime: 31 cm; diametru: 5,2 cm, lungime mâner: 11,2 cm Material: cupru turnat                                                                           | Mașina de măcinat, preponderent boabe de cafea, are forma cilindrică, cu două părți înfiletate în zona mediană, care formează corpul propriu zis. În partea superioară, ușor bombată, un fel de capac cositorit de corp, se află tija metalică care, prin mișcare circulară, acționează mecanismul din interior măcinând boabele. Prezintă elemente decorative circulare, incizate, distribuite în registre de câte trei motive liniare. | Muzeul Județean de Istorie și Arheologie Maramureș, Baia Mare | Cimec    |
|      | Lampă cu petrol                                                                             | Datare: sf. sec. XIX Descoperit: jud. MARAMUREȘ, BAIA MARE, cartier Valea Borcutului Dimensiuni: înălțime: 50 cm; diametru: 24 cm Material: lampa este executată din alamă, abajur din alamă bătută                                                                | Lampă de birou alcătuită din: corpul-recipient pentru gazul lampant, de formă cilindrică ușor trapezoidal care este încadrat în sistemul de stabilizare pe suprafața plană, sistem format din trei picioare ornamentate cu elemente geometrice; abajur circular, bombat, aproape semisferic având în partea superioară orificiul circular, supraînălțat necesar ieșirii sticlei în formă de pară prelungită. | Muzeul Județean de Istorie și Arheologie Maramureș, Baia Mare | Cimec    |
|      | Platou                                                                                      | Datare: încep.sec. XX Descoperit: jud. MARAMUREȘ, BAIA MARE Dimensiuni: lungime: 47 cm; lățime: 32,5 cm Material: platou din alamă, turnat, traforat | Platoul este din alamă, stil Art Nouveau. Forma este ovală cu marginile ușor aplatizate și decorate cu mici orificii circulare grupate câte patru. Toartele sunt ieșite în afara corpului, aplatizate, trapezoidale cu latura dinspre exterior ușor arcuită, cu elemente decorative geometrice traforate. Platoul a fost destinat servirii unor produse alimentare dar putea fi folosit și ca obiect decorativ întrun interior de salon. | Muzeul Județean de Istorie și Arheologie Maramureș, Baia Mare | Cimec    |
|      | Fructieră                                                                                   | Datare: începutul sec. XX Descoperit: jud. MARAMUREȘ, BAIA MARE Dimensiuni: lungime: 33 cm; lățime: 20 cm; înălțime: 10,3 cm Material: fructieră din alamă ajurată                                                                                                 | Fructieră masivă din alamă de formă ovală. Talpa este plată, contur oval și prezintă elemente decorative aplicate de jur împrejur, respectiv ghirlande care urmăresc elemente decorative ale corpului. Corpul bombat trapezoidal, prezintă elemente decorative vegetale, ajurate, în stil neo-rococo. Toartele sunt ieșite în afara corpului, fiecare fiind alcătuită din câte două arce convexe care se unesc cu un element decorativ floral. | Muzeul Județean de Istorie și Arheologie Maramureș, Baia Mare | Cimec    |
|      | Tavă                                                                                        | Datare: încep.sec. XX Descoperit: jud. MARAMUREȘ, BAIA MARE Dimensiuni: diametru mare: 25 cm; diametru mic: 16, 5 cm Material: obiect executat din alamă prin tehnica turnării și cizelării                                                                        | Obiect din alamă, de culoare galben-auriu, are formă circulară cu marginile înclinate spre exterior. Bordura decorativă este alcătuită din acolade reliefate, continue, dispuse în trei registre succesive. Tava putea fi folosită pentru servirea diferitelor produse alimentare, în special fructe dar și ca obiect decorativ într-un interior de salon. | Muzeul Județean de Istorie și Arheologie Maramureș, Baia Mare | Cimec    |
|      | Cutie potir de cult                                                                         | Datare: sf. sex. XIX Școală: Atelier transilvănean Descoperit: jud. CLUJ, CLUJ-NAPOCA, str. Paris Dimensiuni: lungime: 30, 5 cm; lățime:24 cm; înălțime: 22, 5 cm Material: cutie din lemn, placată cu piele, capitonată cu catifea, inițiale din argint aplicate  | Cutia este din lemn placat cu piele maro. Are sistem de închidere cu cheiță și în părțile laterale câte o clamă metalică pentru stabilizatea capacului. Pe partea exterioară a acestuia, în zona centrală, sunt aplicate inițialele din argint frumos ornamentate " V. L.", ale marelui luptător național, preotul Vasile Lucaciu (1852-1922). În interior cutia este capitonată cu catifea, la fel și scheletul din lemn pentru stabilizarea obiectelor de cult, respectiv a potirului și a altor obiecte necesare oficierii serviciului religios. Cutia a adăpostit obiecte de cult (potir, disc, stea, linguriță, cuțit), din aur, pe care "fetele române din Ardeal și Ungaria" le-au dăruit, în semn de recunoștință și apreciere, preotului luptător Vasile Lucaciu, în ziua de Crăciun a anului 1893, când acesta se afla în închisoarea de la Budapesta, în contextul mișcării memorandiste a românilor din Transilvania.                                                                                        | Muzeul Județean de Istorie și Arheologie Maramureș, Baia Mare | Cimec    |
|      | Lampă de mină                                                                               | Datare: mijlocul sec. XIX Descoperit: jud. Maramureș, com. COPALNIC-MĂNĂȘTUR, PRELUCA NOUĂ, Preluca Nouă, nr. 67 Dimensiuni: L: 13,5 cm; La: 8,2 cm; Î: 13 cm Material: fier; forjare                                                                              | Lampa folosită pentru iluminarea locului de muncă din subteran, face parte din categoria mare a mijloacelor portabile de iluminat care au fost folosite timp îndelungat (sute de ani) pentru desfășurarea muncii de extracție a minereului în abataje. Corpul închis are forma de pară și îndeplinea rolul de rezervor pentru combustibilul lichid (spre exemplu ulei de rapiță). În partea superioară, subțiată, a rezervorului se află orificiul circular, supraînălțat, pentru fitil care era stabilizat printr-un sistem simplu, tip glisant, de închidere. În zona semicirculară a rezervorului, în exterior este alipit sistemul de prindere și agățare, în forma unei tije a cărei capăt liber prezintă o curbură de 90 grade, cu extremitatea aplatizată romboidal și un mic orificiu pentru fixarea lanțului cu cârlig de agățare. Aceste lămpi erau poziționate de pereții galeriilor și erau purtate în mâini în timpul deplasării.                                                                           | Muzeul Județean de Istorie și Arheologie Maramureș, Baia Mare | Cimec    |
|      | Lampă de mină                                                                               | Datare: 2/2 sec. XIX Descoperit: jud. Maramureș, com. MOCIRA, Școala generală din Mocira Dimensiuni: L: 11,3 cm; La: 7 cm; Î: 11 cm Material: fier; forjare | Lampa folosită pentru iluminarea locului de muncă din subteran, face parte din categoria mare a mijloacelor portabile de iluminat care au fost folosite timp îndelungat (sute de ani) pentru desfășurarea muncii de extracție a minereului în abataje. Corpul închis are forma de vioară și îndeplinea rolul de rezervor pentru combustibilul lichid (spre exemplu ulei de rapiță). În partea superioară, subțiată, a rezervorului se află orificiul circular, supraînălțat, pentru fitil care era stabilizat printr-un sistem simplu, tip glisant, de închidere. În zona semicirculară a rezervorului, în exterior este alipit sistemul de prindere și agățare, în forma unei tije al cărei capăt liber prezintă o curbură de 90 grade și un inel aproape rotund de care era fixat lanțul cu cârligul de agățare. Aceste lămpi erau poziționate de pereții galeriilor și erau purtate în mâini în timpul deplasării. | Muzeul Județean de Istorie și Arheologie Maramureș, Baia Mare | Cimec    |
|      | Lampă de mină                                                                               | Datare: mijlocul sec. XIX Descoperit: jud. Maramureș, BAIA SPRIE, str. M. Eminescu, nr. 35 Dimensiuni: L: 14,2 cm; La: 7,7 cm; Î: 13,6 cm Material: fier; forjare                                                                                                  | Lampa (opaițul) folosită pentru iluminarea locului de muncă din subteran, face parte din categoria mare a mijloacelor portabile de iluminat care au fost folosite timp îndelungat (sute de ani) pentru desfășurarea muncii de extracție a minereului în abataje. Corpul închis are forma de pară și îndeplinea rolul de rezervor pentru combustibilul lichid (spre exemplu ulei de rapiță). În partea superioară, subțiată, a rezervorului se află orificiul circular, supraînălțat, pentru fitil care era stabilizat printr-un sistem simplu, tip glisant, de închidere. În zona semicirculară a rezervorului, în exterior este alipit sistemul de prindere și agățare, în forma unei tije a cărei capăt liber prezintă o curbură de 90 grade, cu extremitatea aplatizată romboidal și un mic orificiu prin cate trece un nit îndoit la capăt și un inel de care era prins lanțul cu cârlig de agățare. Aceste lămpi erau poziționate de pereții galeriilor și erau purtate în mâini în timpul deplasării.              | Muzeul Județean de Istorie și Arheologie Maramureș, Baia Mare | Cimec    |
|      | Lampă de mină                                                                               | Datare: mijlocul sec. XIX Descoperit: jud. Maramureș, BAIA SPRIE, str. Ghiocelului, nr. 7 Dimensiuni: L: 15,7 cm; La: 7,5 cm; Î: 16,5 cm Material: fier; forjare                                                                                                   | Lampa folosită pentru iluminarea locului de muncă din subteran, are corpul închis are forma de pară care îndeplinea rolul de rezervor pentru combustibilul lichid (spre exemplu ulei de rapiță). În partea superioară, subțiată, a rezervorului se află orificiul circular, supraînălțat, pentru fitil care era stabilizat printr-un sistem simplu, tip glisant, de închidere. În zona semicirculară a rezervorului, în exterior este alipit sistemul de prindere și agățare, în forma unei tije care în zona mediană prezintă o curbură de 90 grade. La extremitatea liberă tija este aplatizată romboidal și prezintă un mic orificiu prin care trece un nit masiv, îndoit la capăt de care era ancorat cârligul care în acest caz lipsește. Aceste lămpi erau poziționate de pereții galeriilor și erau purtate în mâini în timpul deplasării. | Muzeul Județean de Istorie și Arheologie Maramureș, Baia Mare | Cimec    |
|      | Lampă de mină                                                                               | Datare: mijlocul sec. XIX Descoperit: jud. Maramureș, BAIA SPRIE, str. Minerilor, nr. 15 Dimensiuni: L: 14,5 cm; La: 8 cm; Î: 17 cm Material: fier; forjare | Lampa sau opaițul este un mijloc portativ de iluminat în galeriile miniere. Are corpul închis, în formă de pară având destinația de rezervor pentru lubrefiantul lichid, spre exemplu ulei de rapiță. Fitilul este introdus în rezervor printr-un orificiu circular, poziționat în partea superioară, îngustată, și este stabilizat printr-un sistem simplu tip tijă glisantă. La capătul opus, în exterior este alipit mânerul în forma unei bare (tije) care la mijloc face o curbă de 90 grade iar la capătul liber, de asemenea curbat, prezintă o aplatizare în formă de romb cu orificiu prin care trece un nit masiv de care este prins direct cârligul. Cu acest cârlig lampa este ancorată de pereții galeriei în zona de lucru. | Muzeul Județean de Istorie și Arheologie Maramureș, Baia Mare | Cimec    |
|      | Lampă de mină                                                                               | Datare: mijlocul sec. XIX Descoperit: jud. Maramureș, OCNA ȘUGATAG Dimensiuni: L: 15 cm; La: 11 cm; Î: 14 cm Material: fier; forjare | Lampa face parte din categoria mijloacelor de iluminat în subteran, cu flacără deschisă. Are forma de pară, cu corp închis care avea destinația de rezervor pentru lubrefiantul lichid (ulei de rapiță). În extremitatea îngustă se află orificiul protejat înspre exterior, pentru fitil care se introducea în rezervor fiind stabilizat de un sistem de închidere tip zăvor. În partea opusă, de corpul rezervorului este lipit mânerul în formă de bară care la capătul liber prezintă o curbură adâncă și aplatizare romboidală cu orificiu circular prin care trebuia să fie fixat cârligul de agățare (în acest caz lipsește). Pe partea exterioară a mânerului se află inscripția și simbolul minier. | Muzeul Județean de Istorie și Arheologie Maramureș, Baia Mare | Cimec    |
|      | Lampă de mină                                                                               | Datare: 1/2 sec. XIX Descoperit: jud. Maramureș, COPALNIC-MĂNĂȘTUR, Preluca Nouă, nr. 68 Dimensiuni: L: 11 cm; La: 8 cm; Î: 11,5 cm Material: fier; forjare | Opaițul face parte din categoria lămpilor portabile de mină. Corpul închis, în formă de vioară are rolul de rezervor pentru lubrefiantul lichid (poare fi ulei de rapiță). În extremitatea îngustă, superioară, se află orificiul circular, protejat, pentru poziționarea fitilului care este stabilizat cu un sistem de închidere tip zăvor. Tija de prindere este adăugată prin lipire de extremitatea opusă, superioară a corpului. Este puțin oblică, aplatizată, curbată. Vârful liber al tijei este romboidal și cu orificiu prin care trece un cui mare îndoit de care era fixat cârligul. Este o piesă afectată de timp și de îndelungata utilizare, în parte îngustată, zona inferioară prezintă o porțiune de exfoliere a metalului. | Muzeul Județean de Istorie și Arheologie Maramureș, Baia Mare | Cimec    |
|      | Lampă de mină                                                                               | Datare: 2/2 sec. XIX Descoperit: jud. Maramureș, BAIA MARE, B-dul Independenței 22/72 Dimensiuni: L: 11,5 cm; La: 6,7 cm; Î: 12,6 cm Material: fier; forjare | Opaițul face parte din categoria lămpilor portabile de mină. Corpul închis, în formă de pară, are rolul de rezervor pentru lubrefiantul lichid (poare fi ulei de rapiță). În extremitatea îngustă, superioară, se află orificiul circular, supraînălțat și protejat, pentru poziționarea fitilului care este stabilizat cu un sistem de închidere tip zăvor manipulat de un mâner scurt oval. Tija de prindere este adăugată prin lipire de extremitatea opusă, superioară a corpului. Este puțin oblică, curbată în zona mediană. Vârful liber al tijei este romboidal și cu orificiu prin care trece un cui mare îndoit de care era fixat cârligul, care în acest caz lipsește. | Muzeul Județean de Istorie și Arheologie Maramureș, Baia Mare | Cimec    |
|      | Lampă de mină                                                                               | Datare: 2/2 sec. XIX Descoperit: jud. Maramureș, BAIA MARE, str. Victor Babeș 27/15 Dimensiuni: L: 15,5 cm; La: 8,8 cm; Î: 15,8 cm Material: fier; forjare | Opaițul face parte din categoria lămpilor portabile de mină. Corpul închis, în formă de pară, are rolul de rezervor pentru lubrefiantul lichid (poare fi ulei de rapiță). În extremitatea îngustă, superioară, se află orificiul circular, supraînălțat și protejat, pentru poziționarea fitilului care este stabilizat cu un sistem de închidere tip zăvor manipulat de un mâner scurt și plat. Tija de prindere este adăugată prin introducerea într-un locaș special aflat la extremitatea opusă a corpului. Este puțin oblică, curbată în zona mediană. Vârful liber al tijei este aplatizat romboidal și cu orificiu prin care trece un cui masiv îndoit de care era fixat cârligul prin intermediul unui inel care permite mobilitate sistemului de agățare. | Muzeul Județean de Istorie și Arheologie Maramureș, Baia Mare | Cimec    |
|      | Lampă de mină                                                                               | Datare: mijlocul sec. XIX Descoperit: jud. Maramureș, BĂIUȚ, nr. 265 Dimensiuni: L: 19,8 cm; La: 8,3 cm; Î: 15,6 cm Material: fier; forjare | Lampa (opaițul) face parte din categoria mijloacelor portabile de iluminat în galeriile miniere. Corpul închis, în formă de pară îndeplinește funcția de rezervor pentru lubrefiantul lichid (de exemplu ulei de rapiță). În extremitatea îngustată, în partea superioară se află orificiul circular, protejat, pentru introducerea fitilului care este stabilizat printr-un sistem de închidere tip zăvor. În partea opusă a corpului, în zona de margine, într-un lăcaș special este montat sistemul de prindere format dintr-o tijă curbată, la capătul liber și aplatizat fiind ancorat cârligul de agățare. Piesa este executată cu deosebită finețe. | Muzeul Județean de Istorie și Arheologie Maramureș, Baia Mare | Cimec    |
|      | Lampă de mină                                                                               | Datare: 1/2 sec. XIX Descoperit: jud. Maramureș Dimensiuni: L: 15,5 cm; La: 8,5 cm; Î: 13,8 cm Material: fier; forjare | Lampa face parte din categoria mijloacelor portabile de iluminat în subteran. Corpul este închis, în formă de pară și îndeplinește funcția de rezervor pentru lubrefiantul lichid. La extremitatea îngustată se află orificiul circular, protejat în exterior, prin care se introduce fitilul. Acesta este stabilizat cu un sistem simplu de închidere tip zăvor. Lipsește butonul de manevrare a tijei glisante. Pe partea exterioară opusă este montat mânerul în forma unei bare care în zona mediană prezintă o curbură de 90 grade iar la capătul liber, aplatizat și arcuit, se află cârligul atașat cu un lanț scurt prins de un cui îndoit. | Muzeul Județean de Istorie și Arheologie Maramureș, Baia Mare | Cimec    |
|      | Lampă de mină                                                                               | Datare: 1/2 sec. XIX Descoperit: jud. Maramureș, BAIA MARE Dimensiuni: L: 13,2 cm; La: 8,3 cm; Î: 13,5 cm Material: fier; forjare | Lampa face parte din categoria mijloacelor de iluminat portabile și cu flacără deschisă. Corpul este în formă de pară și îndeplinește funcția de rezervor pentru combustibilul lichid. În extremitatea îngustă se află un mic orificiu, protejat, prin care se introducea fitilul. Acesta era stabilizat cu un zăvor simplu. În extremitatea opusă a corpului este atașat mânerul în forma unei tije curbată la mijloc iar de capătul liber, aplatizat este prins cârligul pentru agățare, cu un lanț destul de lung care permite o mai bună mobilitate. | Muzeul Județean de Istorie și Arheologie Maramureș, Baia Mare | Cimec    |
|      | Lampă de mină                                                                               | Datare: sf. sec. XIX - înc. sec. XX Descoperit: jud. Maramureș Dimensiuni: L: 12,3 cm; La: 7,8 cm; Î: 10,8 cm Material: fier; forjare | Lampa face parte din categoria mijloacelor de iluminat portabile și cu flacără deschisă. Corpul închis este în formă de pară și îndeplinea funcția de rezervor pentru combustibilul lichid. Printr-un orificiu circular, protejat, aflat în zona îngustă, era introdus fitilul care îmbibat în ulei lumina locul de muncă până la terminarea lubrefiantului. Fitilul era stabilizat cu ajutorul unui zăvor simplu. La extremitatea opusă este atașat mânerul în forma unei tije de care, la capătul liber aplatizat este prins cârligul prin intermediul unui lanț. | Muzeul Județean de Istorie și Arheologie Maramureș, Baia Mare | Cimec    |
|      | Lampă de mină                                                                               | Datare: sf. sec. XIX - înc. sec. XX Descoperit: jud. Maramureș Dimensiuni: L: 12,5 cm; La: 8 cm; Î: 12,6 cm Material: fier; forjare | Lampa face parte din categoria mijloacelor de iluminat cu flacără deschisă folosite în minele de exploatare a minereurilor neferoase. Corpul închis este în formă de pară și îndeplinea funcția de rezervor pentru combustibilul lichid. Printr-un orificiu circular, protejat, aflat în zona îngustă, era introdus fitilul care îmbibat în ulei lumina locul de muncă până la terminarea lubrefiantului. Fitilul era stabilizat cu ajutorul unui zăvor simplu. La extremitatea opusă este atașat mânerul în forma unei tije de care, la capătul liber aplatizat este prins cârligul prin intermediul unui lanț. | Muzeul Județean de Istorie și Arheologie Maramureș, Baia Mare | Cimec    |
|      | Lampă de mină                                                                               | Datare: mijlocul sec. XIX Descoperit: jud. Maramureș Dimensiuni: L: 11,2 cm; La: 8 cm; Î: 13 cm Material: fier; forjare | Opaițul este un mijloc de iluminat portabil, cu flacără deschisă. Corpul este în formă de pară, închis și îndeplinea funcția de rezervor pentru combustibilul lichid. Fitilul era introdus printr-un orificiu circular, protejat situat în zona îngustă a corpului fiind stabilizat de un zăvor simplu. De extremitatea opusă este atașat mânerul în forma unei tije subțiri mult curbată la mijloc iar la capătul liber se află cârligul prins de tijă cu un lanț lung care permite o mai bună mobilitate. Fitilul îmbibat în ulei și aprins lumina locul de muncă din subteran până la terminarea combustibilului din rezervor. | Muzeul Județean de Istorie și Arheologie Maramureș, Baia Mare | Cimec    |
|      | Vagonet de mină                                                                             | Datare: sfârșitul sec. XIX-începutul sec. XX Descoperit: jud. Maramureș, com. BAIA MARE, Valea Borcutului Dimensiuni: L:90 cm; l; 31, 2 cm; Î; 58, 5 cm Material: lemn cioplit; fier forjat, oțel turnat                                                           | Vagonetul tip "HONT" a fost folosit în transportul minereului din galerii la suprafață. Cutia din lemn nu este originală fiind refăcută în timp, are baza mai lată, cutia îngustându-se treptat spre partea superioară. La unul din capete, în exterior, este atașat un mâner de lemn alături de care este un orificiu, formând împreună sistemul simplu de împingere a vagonetului. Două perechi de roți cu diametrul diferit (15 respectiv 10 cm), originale, sunt amplasate astfel: cele mari în zona centrală iar cele mici în extremitatea opusă sistemului de împingere. De jur împrejur cutia este consolidată cu benzi de fier. | Muzeul Județean de Istorie și Arheologie Maramureș, Baia Mare | Cimec    |
|      | Cruce de la căpitanatul minier Baia Sprie                                                   | Datare: secolul al XIX-lea Descoperit: jud. Maramureș, Baia Sprie Dimensiuni: L:77; LA:30 Material: fier, forjare | Cruce de fier cu terminații trilobate la cele trei brațe. La mijlocul tijei principale sunt alipite ciocanele încrucișate simbolizând mineritul și semiluna cu partea concavă în jos simbolizând metalurgia. La baza tijei principale fierul este răsfrânt dând posibilitatea fixării. | Muzeul Județean de Istorie și Arheologie Maramureș, Baia Mare | Cimec    |
|      | Ciocan                                                                                      | Datare: A doua jum. a sec. XIX Descoperit: jud. Maramureș, Ocna Șugatag Dimensiuni: L: 22 cm; LA: 3,5 cm Material: oțel forjat | Unealtă specifică muncii în minele de sare, folosită pentru "bătut făgașe". Are formă triunghiulară, în zona centrală având un orificiu pentru mâner. | Muzeul Județean de Istorie și Arheologie Maramureș, Baia Mare | Cimec    |
|      | Piuă de sare                                                                                | Datare: mijlocul sec.XIX Descoperit: jud. Maramureș, Ocna Șugatag Dimensiuni: I:16,5 cm; D:16 cm; d: 11,5 cm Material: fontă turnată | Recipient de formă cilindrică, îngustat la bază. În zona centrală are două mânere în formă de buton, necesare pentru utilizarea vasului. Acest recipient a fost folosit la sfărâmarea manuală a bulgărilor de sare în zona minelor de la Ocna Șugatag. | Muzeul Județean de Istorie și Arheologie Maramureș, Baia Mare | Cimec    |
|      | Troliu                                                                                      | Datare: Sec. XVIII - XIX Descoperit: jud. Maramureș, Baia Sprie Dimensiuni: L: 128 cm; diametru: 26 cm Material: lemn cioplit consolidat cu benzi de fier | Grindei gros de lemn consolidat cu câte o bandă circulară de fier la cele două capete. La fiecare capăt este o manivelă pentru rotirea manuală a gridei. În partea centrală era înfășurat un cablu necesar pentru procedeul de extracție manuală. Axul a fost principalul element al troliului de extracție a minereurilor și de evacuare a apei. | Muzeul Județean de Istorie și Arheologie Maramureș, Baia Mare | Cimec    |
|      | Ciocan                                                                                      | Datare: sec. XIX Descoperit: jud. Maramureș, Baia Mare, Str. Independenței 22/72 Dimensiuni: L: 15 cm; LA:5,3 cm:D: 4 cm Material: oțel forjat | Ciocan tipic activității miniere (fistău), confecționat din oțel masiv, în formă de bară cilindrică ușor curbată. În zona centrală se găsește orificiul pentru mâner. | Muzeul Județean de Istorie și Arheologie Maramureș, Baia Mare | Cimec    |
|      | Ciocan                                                                                      | Datare: Sec. XIX Descoperit: jud. Maramureș, Baia Mare, Str. Independenței Dimensiuni: L: 12,5 cm; LA: 2,8 cm Material: oțel forjat | Unealtă de fierar, din oțel masiv, ușor încovoiat. La unul dintre capete este dreptunghiular iar la celălalt se subțiază în trepte. | Muzeul Județean de Istorie și Arheologie Maramureș, Baia Mare | Cimec    |
|      | Conductă pentru eliminarea apei din subteran                                                | Datare: sfârșitul sec.XVIII-începutul sec.XIX Descoperit: jud. Maramureș, Băiuț, Mina Breiner Dimensiuni: L: 164 cm; D: 25 cm; d:10,8 cm Material: lemn de arin cioplit                                                                                            | Buștean de arin scobit în interior, subțiat la un capăt pentru a putea fi introdusă în conducta următoare. Aceste conducte de lemn alcătuiau dispozitive de elimanare a apei din galerii. | Muzeul Județean de Istorie și Arheologie Maramureș, Baia Mare | Cimec    |
|      | Conductă pentru eliminarea apei din subteran                                                | Datare: sfârșitul sec.XVIII-începutul sec.XIX Descoperit: jud. Maramureș, Băiuț, Mina Breiner Dimensiuni: L: 139 cm; D: 22 cm; d:10,8 cm Material: lemn de arin cioplit                                                                                            | Buștean cilindric de arin, perforat în interior. Într-un capăt este subțiat prin cioplire pentru a putea face legătura cu următorul corp de conductă. Este parte componentă a unei pompe de evacuare a apei din galeriile subterane. | Muzeul Județean de Istorie și Arheologie Maramureș, Baia Mare | Cimec    |
|      | Troc                                                                                        | Datare: Sfârșitul sec.XVIII-începutul sec.XIX Descoperit: jud. Maramureș, Băiuț, Mina Breiner Dimensiuni: L:54 cm; LA: 23,5 cm; I: 8 cm Material: lemn cioplit manual                                                                                              | Obiect în formă de covată, confecționat dintr-un lemn tăiat în două și scobit manual. S-a folosit la transportul minereului în galeriile subterane. Acest tip de mijloc de transport s-a folosit vreme îndelungată (sute de ani) în exploatarea minereurilor. | Muzeul Județean de Istorie și Arheologie Maramureș, Baia Mare | Cimec    |
|      | Roabă pentru transport de minereu                                                           | Datare: a doua jumătate a sec. XIX Descoperit: jud. Maramureș, Băiuț, Băiuț, nr.273 Dimensiuni: L.170 cm; LA: 34 cm: I: 26 cm Material: lemn cioplit, oțel turnat                                                                                                  | Mijloc de transport minereu, alcătuit din platformă sau ladă, o roată din oțel turnat împreună cu bucșa și două mânere pentru împingere. Platforma este consolidată cu benzi de fier. Acest mijloc de transport era folosit în subteran și suprafață pentru transportul minereurilor. | Muzeul Județean de Istorie și Arheologie Maramureș, Baia Mare | Cimec    |
|      | Ceas de perete                                                                              | Datare: Secolul XVIII Școală: Atelier francez Descoperit: jud. Maramureș, Baia Mare, Str. Gheorghe Șincai Dimensiuni: D = 49 cm Material: lemn (cadranul), metal; strunjire                                                                                        | Ceas de perete cu cadran de formă circulară ce evidențiază, prin inscripții dispuse în cercuri concentrice, de la interior spre exterior: orele cu cifre romane (10 ore); cele 366 de zile ale anului împărțite în 10 luni din care patru au câte 36 de zile iar șase câte 37 de zile; în registrul perferic sunt inscripționate echinocțiile și solstițiile. Astfel, în ansamblu cadranul cesului are semnificații astronomice. Mecanismul ceasului era activat de sistemul lanțurilor cu greutăți și pendulă. | Muzeul Județean de Istorie și Arheologie Maramureș, Baia Mare | Cimec    |
|      | Cană de vin                                                                                 | Datare: A doua jumătate a sec. XIX Școală: Atelier transilvănean Descoperit: jud. Maramureș, Baia Mare Dimensiuni: Î = 30 cm, D = 25,5 cm Material: cupru; forjare                                                                                                 | Cană pentru vin a breslelor unite ale tăbăcarilor, curelarilor și pantofarilor din Baia Sprie. Vasul este făcut din aliaj de cupru, în formă de clopot, cu capac bombat și decorat. Are două mânere, unul mobil, deasupra, și unul fixat de vas aproape de capac, vis-a-vis cu ciocul suplu pe unde se turna vinul. Pe cană de jur împrejur sunt inscripționate emblemele breslelor și textul: 1884 jk. A.F.BANFY TIMAR SZGYARTO ES SUSZTER EGYESULT CZEH SZAMARA OTVES JANOS, ELSO ES MAKSAI FERENCZ MASODIK CZEMESTEREI ALATT KESZITETTE MARIANYK JANOS "CZE MER". | Muzeul Județean de Istorie și Arheologie Maramureș, Baia Mare | Cimec    |
|      | Castron                                                                                     | Datare: A doua jum. a sec XIX Școală: Atelier băimărean Descoperit: jud. Maramureș, Baia Mare Dimensiuni: DG = 60 cm, DB = 27,5 cm Material: lut, coloranți, angobă, smalț; smălțuire, modelare la roată                                                           | Vas de formă tronconică de mari dimensiuni, smălțuit cu smalț brun închis. Decorul este realizat din dungi de smalț de uloare verde aplicate cu pensula. În interior vasul a fost sigilat, dar din cauza acoperirii cu smalț nu se mai vede inscripția de pe amprenta sigiliului. Simbolurile din câmp (pieptenele și ulciorul) ne fac sa afirmăm că sigiliul folosit la amprentare este unul din sigiliile breslei olarilor din Baia Mare. | Muzeul Județean de Istorie și Arheologie Maramureș, Baia Mare | Cimec    |
|      | Oală cu două toarte                                                                         | Datare: Secolul XVIII Școală: Atelier băimărean Descoperit: jud. Maramureș, Baia Mare Dimensiuni: Î= 56 cm, DG= 29 cm, DB = 17,5 cm Material: lut, coloranți; modelare la roată                                                                                    | Oală de formă bitronconică, cu două torți ce pornesc de pe porțiunea cu gabarit maxim și se prind de buza vasului care este dreaptă. Una din torși este refăcută. Porțiunea de gabarit maxim se află la 2/3 din înălțimea vasului calculat de la bază. Decorul a fost realizat cu ajutorul coloranților (brun închis) obținuți din pământ și aplicat cu cornul și pensula. Este amplasat începând de la locul de prindere a torților de corpul vasului spre gura acestuia. Motivele ornamentale folosite sunt cele geometrice: cerc, val, zigzag. | Muzeul Județean de Istorie și Arheologie Maramureș, Baia Mare | Cimec    |
|      | Oală cu două toarte                                                                         | Datare: A doua parte a secolului XVIII Descoperit: jud. Maramureș, Baia Mare Dimensiuni: Î= 50 cm, DG= 29,5 cm, DB = 17,2 cm Material: lut, coloranți; modelare la roată                                                                                           | Vas ceramic tip oală, de formă bitronconică cu două torți ce pornesc de pe porțiunea cu volum maxim și se prind de buza vasului care este dreaptă. Una din torți este refăcută. Porțiunea cu volum maxim se află la 2/3 din înălțimea vasului calculat de la bază. Decorul a fost realizat cu ajutorul coloranților (brun închis) obținuți din pământ și aplicați cu cornul pornind de la locul de prindere a torților de corpul vasului spre gura acestuia. Motivele ornamentale folosite sunt cele geometrice: cerc, val și linie. Vasul este crăpat. | Muzeul Județean de Istorie și Arheologie Maramureș, Baia Mare | Cimec    |
|      | Cană de vin                                                                                 | Datare: A doua parte a secolului XIX Școală: Atelier băimărean Descoperit: jud. Maramureș, Baia Mare Dimensiuni: Î=49,5 cm, DB = 18 cm Material: lut, coloranți, angobă; modelare la roată, smălțuire, ștanțare                                                    | Vas de formă ovoidală cu gura bilobată. Toarta care pornește de pe porțiunea cu volum maxim se prinde direct la jumătatea gâtului. Vasul este smălțuit de culoare brun închis. Decorul sgrafitat este cu motive geometrice, cerc și val, dispuse pe porțiunea cu volum maxim sub gâtul vasului. În partea frontală decorul este realizat prin ștanțare. Probabil într-un tipar de lemn a fost presat lut moale care apoi a fost aplicat pe corpul vasului. Decoarul este format din complicate motive florale. În partea superioară în spatele torții se află inscripționat un nume, Katona Geza, realizat prin sgrafitare. | Muzeul Județean de Istorie și Arheologie Maramureș, Baia Mare | Cimec    |
|      | Oală cu două toarte                                                                         | Datare: A doua parte a secolului XVIII Școală: Atelier băimărean Descoperit: jud. Maramureș, Baia Mare Dimensiuni: Î=39,5 cm, DG = 30 cm, DB = 29,8 cm Material: lut, coloranți, smalț; modelare la roată                                                          | Oală de formă bitronconică cu două torți ce pornesc de pe porțiunea cu volum maxim și se prind de buza vasului, care este dreaptă. Una din torți este parțial refăcută. Porțiunea cu volum maxim se află la 1/2 din înălțimea vasului. Decorul amplasat sub gâtul vasului, a fost realizat cu ajutorul coloranților (brun închis) obținuți din pamânt și aplicat cu cornul. Gura vasului este smălțuită cu smalț de culoare verde. Pe una din fețele vasului, imediat sub porțiunea decorată se află amprenta unui sigiliu cu inscripția ilizibilă. În câmpul sigiliului se distinge un pieptene și o cană de vin cu capac fiind probabil însemnul unui atelier de olar și nu a breslei olarilor din prima jumătate a secolului XVIII. | Muzeul Județean de Istorie și Arheologie Maramureș, Baia Mare | Cimec    |
|      | Ulcior                                                                                      | Datare: A doua parte a secolului XIX Școală: Atelier băimărean Descoperit: jud. Maramureș, Baia Mare Dimensiuni: Î=64 cm, DG = 9 cm, DB = 22 cm Material: lut, coloranți, smalț; modelare la roată                                                                 | Vas de formă ovoidală cu gâtul înalt. Toarta care pornește de pe porțiunea cu volum maxim se prinde de gâtul vasului ca printr-un inel. Vasul este smălțuit cu smalț de culoare brun închis. Toarta este decorată cu o funie realizată din fâșii de lut împletite. La baza torții funia se desparte în patru spirale iar sus se termină cu un buton. Locul unde gâtul se prinde de vas este maract de un ornament în formă de funie realizat prin impresiune cu un obiect ascuțit, probabil pieptenele de olar, în lutul moale. Vasul a fost sigilat, dar nu se poate desluși nimic din sigiliu, doar o vagă imagine a pieptenelui. Toarta a fost ruptă în trei bucăți și refăcută. | Muzeul Județean de Istorie și Arheologie Maramureș, Baia Mare | Cimec    |
|      | Oală cu două toarte                                                                         | Datare: A doua parte a secolului XVIII Școală: Atelier băimărean Descoperit: jud. Maramureș, Baia Mare Dimensiuni: Î = 55 cm, DG = 35,5 cm, DB = 19,8 cm Material: lut, coloranți; modelare la roată                                                               | Oală de formă bitronconică cu două torți ce pornesc de pe porțiunea cu volum maxim și se prind buza vasului, care este decorată prin presare cu degetul în lutul moale (decor alveolar). Gâtul vasului este mic și are la bază un alt brâu alveolar. Porțiunea cu volum maxim se află la 2/3 din înălțimea vasului calculat de la bază. Decorul a fost realizat cu ajutorul coloranților (brun închis) obținuți din pământ și caolină albă, fiind aplicat cu cornul. Motivele ornamentale sunt cele geometrice: cerc, val și punct. Torțile sunt decorate cu brâie de lut cu motivul bradului realizat probabil cu pieptenele de olar. Pe baza torților motivul se desparte în trei, formând spirale numite de olari "hurci". Pe porțiunea fără decor, în zona torților este inscripționat un text în limba maghiară, prin scrijelire: "Ez oreg Fazakat Szuts Gyorgy es tsinaltam Czeh Mester Uramnal mikor". | Muzeul Județean de Istorie și Arheologie Maramureș, Baia Mare | Cimec    |